# 怪物王女
『怪物王女』（かいぶつおうじょ、英：Princess Resurrection）は、光永康則による日本の漫画。『月刊少年シリウス』（講談社）において2005年8月号から2013年4月号まで連載された。
新シリーズ『怪物王女 ナイトメア』が同誌にて2018年1月号から2021年5月号まで連載された。『怪物王女』との関係に関し、単行本1巻のオマケでは続編かパラレルワールドかは不明としている。
テレビアニメが2007年4月から9月にかけTBS等で放送されたほか、単行本特典DVDとして新作アニメが3作発表された。

## 作品概要
バイオレンスとヒロイック要素を軸に、シチュエーション・コメディの側面を含むホラー漫画。怪物達を統べる王族の一人「姫」の冒険と戦いの日々、その中で変化していく主人公の少年「ヒロ」の姫に対する想いを絡めながら物語が進行していく。初期はヒロの視点を中心として描かれることが多かったが、物語が進行するにつれて三人称で描かれることが多くなる。また、連載初期は各話読み切りのスタイルを取っていたが、連載が進むに連れておおむね単行本1巻分のボリュームで進行する話も現れている。
奇譚語りに加えて激しい暴力描写や古典的ホラー作品（古今東西新旧の映画作品も含む）を意識した舞台設定・作劇・演出が特徴である。本作に登場する怪物の設定は、多くが古典的ホラー・映画作品における通俗的な設定をそのまま適用し、現代風にアレンジしている。また、時折、同一ジャンルのホラー作品からの引用やそれに基づいたパロディが用いられる。
藤子不二雄Ⓐによる作品『怪物くん』を強く意識した世界・キャラクター設定を持つが、現代の作品らしく、時に意味もなく無辜の人々に対する虐殺や大量殺戮が行われるといった不条理なストーリー展開もよく用いられる。なお、単行本15巻の帯には藤子Ⓐがコメントを寄せている（巻末のおまけ漫画には藤子への感謝の言葉と、喪黒のポーズが添えられている）。
各回のサブタイトルは「○○王女」と必ず「王女」の言葉が含まれる（例えば○○には「蘇生」「破壊」など、その回のストーリーを示唆する熟語が入る）。

## あらすじ
不慮の事故で死亡した平凡な中学生の少年・日和見日郎（ヒロ）は、現場に居合わせた少女「姫」によって仮初めの命を与えられたことで蘇生したが、それが原因で凄惨な戦いに巻き込まれることとなる。姫は「怪物」を統べる王族の王女であり、兄弟姉妹達の王位継承権争いの渦中にいたからだ。
「血の戦士」として王女に仕える立場となったヒロは、姫の命を狙って次々と現われる怪物達や、姫と敵対する者達との戦いを続ける中で、次第に姫の隠れた素顔とその境遇、そして不可思議な世界の姿を知っていく。

## 登場人物

### 姫とその周囲の人物

#### 姫の屋敷に住む人物

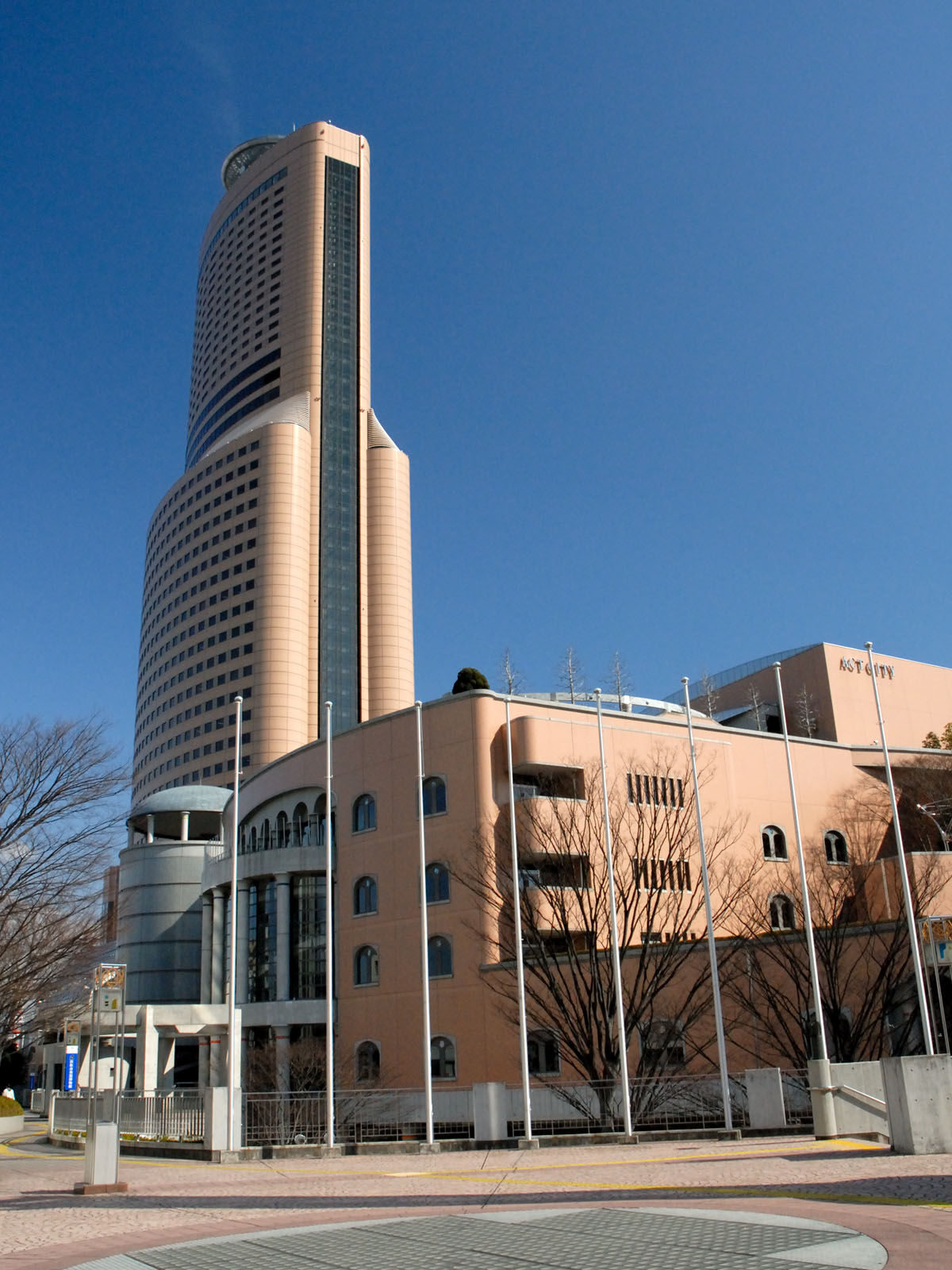
笹鳴町のモデルである浜松市。後方にあるのは53話でシャーウッド姫が台風とモールス信号で会談したタワーのモデル

姫（ひめ）
本作のヒロイン。全ての異形の者の上に君臨する王の娘であり、第2王女。年齢は17歳。兄弟間の骨肉相食む王位継承権争いの渦中にいる。長いストレートの金髪にティアラをつけ、やや細めの身体をロンググローブ、タイトドレス、オーバーニーブーツ、という黒ずくめのゴシック・ファッションで包んだ美少女。本名をリリアーヌというが、この名を嫌い誰にも呼ばせようとしない。最終話「怪物王女」ではリリアーヌ・フォン・フェニックスと名乗っている。
気心強く誇り高く、常に堂々とした態度を崩さず、本心を下々に晒すのを良しとしない気高い性格。人（怪物）の死や不幸に対しては理解と憐憫の情を持ち、他者の苦しみや悲しみを理解する懐の深さも備えるが、一時の感情によって大局を見誤ることはなく、ゆえに冷徹かつ残酷な行動を取ることもしばしばである。人間を捕食対象とする怪物達の事情も理解しているため、基本的には彼らの捕食行動について黙認する意思を示しているが、自らや自らの配下、人間界への影響が大きすぎる場合には容赦なく鉄槌を下す。知略・策謀にかけては天才的であるが、それはあくまでも防御のためにのみ用いており、自ら悪用は決してしない潔癖さを備えている。危機に及んでは極めて好戦的な一面を見せるが、通常時は争いごとを好まず読書や紅茶（特に後述の紗和々が淹れたアールグレイ）を楽しむ生活を送っている。「ふふん」と言う独特の笑い方が口癖。
武器はレイピアから銃（コルトM1851）、モーニングスターにチェーンソーまで幅広く使いこなす。また、臨機応変にその場にある道具を武器にして戦うなど技量も高いが、身体能力は人間と大して変わらない。不死鳥の力を身につけてからは浄化の炎も使えるようになる。
戦闘時の移動は大型トラックと、プライベートの移動にはアニメ版では赤の高級車と使い分けているが、自分では運転せず、主にフランドルやリザが運転している。なお、トラックは紺色と赤のものが登場しているが、紺色は第3話でリザに横転させられ、赤色は第23話でセブランたちの手で爆破された。
静岡県笹鳴町（ささなきちょう）に住んでおり、丘の上にある大きな屋敷で暮らしている。なお、笹鳴町のモデルは静岡県浜松市中央区佐鳴台とされている。
ヒロを蘇生させた主人であり、彼女の死は血の戦士であるヒロの死にほぼ等しい（一応は他の王族から血を貰うことで生き延びられる）。作中での過去の経緯や表現から、王国の庶民や人々からは広く愛されていると思われるが、彼女自身は「王座になど興味はない」と宣言している。
かつて領地に後述の死霊を放たれて壊滅させられ、親衛隊である「血の騎士団」を全滅させられており、フランドル以外のほぼ全てを失って笹鳴町の屋敷に疎開して来た。物語開始時の手勢は寂しいものだったが、その性格や能力を評価する者達が集まって終盤では人狼・吸血鬼・神族を含む兄弟姉妹間でも稀に見る重厚な布陣を敷いている。
『ナイトメア』では、ヒロ、リザ、令理と共に別荘で記憶喪失の状態で目覚め、王位継承権争いの渦中にいる。
日和見 日郎（ひよりみ ひろ）
主人公。通称：ヒロ。笹鳴学園中等部に通う中学2年生の少年。フランドルの曳く荷車（リアカー）とワゴン車の衝突事故の巻き添えにより（テレビアニメ版では建設中のビルの破断したクレーンから落下していく鉄骨の下に立っていた姫を守ろうとして下敷きになり）死亡するが、「良い死体だ」と資質と素質を見込まれた姫に生き血を与えられて（テレビアニメ版では命の炎を吹き込まれて）蘇生した。その夜の狼男との遭遇戦で、姫の見込み通り身を挺して彼女を守り、その資質を認められ、改めて「血の契約」により姫の下僕かつ血の戦士となった。
お人好しで、困っている人を見捨てておけない。転校初日にいじめの標的にされるなど気弱で奥手な性格。時にトラブルメーカーとなり、結局は姫などの手を煩わせる一面があるが、仲間の危機にはその身を挺してでも守るといった強さも見せる。その人柄から、姫を始めリザ、令裡やシャーウッドに信頼されていく。当初は困惑の中で姫を守る戦いに巻き込まれていたが、姫の人となりを知るにつれ、彼女への想いを深めて自発的に姫を守る行動を取るようになり、姫との生き血で繋がった絆を日々深めている。
戦闘においては、もともと武芸の心得がないので基本的に体当たりや身代わりが中心であったが、慣れてくるに従い得物として斧をよく使用している。姫が危機に晒されると血の戦士として覚醒し、そうなるとまさに「怪物化」して、勇敢かつ献身的に「姫を護るため」にのみ行動するようになる。
怪物の王族たちからは、「特別な血の戦士」と見なされている。シャーウッドからは「最強の血の戦士になる」と評されており、そのことは姫も承知しているらしい。また、ギリアムからはある種の「予感」を向けられている。「聖火王女」にて姫に不死鳥の炎の力を与えられ、炎の戦士として覚醒する。
フランドル
姫の第一の家来である人造人間。メイド服を着た童女の姿をしており、車がぶつかっても逆に車がはじかれ、片手でチェーンソーを受け止める無敵に近い防御力と怪力を持つが、動きは鈍い。大木を武器として振り回すことが多い。「ふが」以外の言葉は発せないが、その言葉にも複雑な意味があるようで、王族や他の人造人間とは会話が成立している。自重は原作「交渉王女」のリザ及び同アニメ版での姫のセリフによると数トン。動力は電気であり、充電式。1か月あたりの消費電力は日本の一般家庭の電気代に換算して30万円弱とのことである。人造人間として最も小型化に成功した王国科学技術の粋を集めたボディである。しかし、そのために機能が制限されている面もあり、最も基本的な家政婦としての仕事、情報機器の操作や自動車の運転はこなせるものの、他の人造人間に見られる特殊能力は備えていない。時々見当外れな行動を取っては、姫に叱責されることもある。ずっと呆けたような表情であるが、感情がないわけではなく、その勤めの必要上、そのようにしているだけの様子である。充電時には鼻提灯を出したりする。
テレビアニメ版の番外編では、暴走して怒りなどの感情を見せており、取扱説明書（かなり分厚いらしく、姫もシャーウッドもまともには読んでいなかった）も存在する設定となっていた。
日和見 紗和々（ひよりみ さわわ）
ヒロの姉。姓は長らく明言されなかったが、オフィシャルファンブックでは「日和見」と表記されており、テレビアニメ版第1話と原作最終話にて「日和見」と名乗っている。姫の屋敷で住み込み家政婦として働いており、料理の腕は姫も認める一級品。屋敷が怪物に襲われても全く気付かず眠り続けるなど、その図太い神経と酷くズレた性格は、数々の騒動の後も姫の正体やヒロの身体の異常に一切の疑問を持たないほど。男が誰しも振り向く巨乳の持ち主であり、驚いたときなど彼女の胸が揺れる際は小さく「ぽよん」「ぽよ…」などの擬音語が用いられる。
両親はすでに事故で亡くなっており、紗和々が高校を卒業するまではヒロと離れて暮らしていた。怪物の存在に気付いていないという設定上、住み込みにもかかわらず作中に登場しないことが多い。テレビアニメ版では出番が増えている。
パフェが好物。テレビアニメ版では商店街の喫茶店でパフェを食べているシーンがよく見られる。
リザ・ワイルドマン
軽いクセのあるショートヘアとヘソ出しTシャツが特徴的な少女。人狼族の戦士で、狼男であるヴォルグ・ワイルドマンを父に、人間を母に持つ半分人間（ハーフブリード）。兄を姫に謀殺されたという誤解から姫を襲うが、後に事情を知り和解。真犯人である王族を探すため、姫の元に身を寄せている。
混血の人狼であるため肘から先までしか変身できないが、戦闘能力は同族の中でもかなり高い。狼の耳は普段は髪の毛に隠れている。単純で粗暴な面もあるが、誇り高く純粋な性格をしており、犬扱いはご法度。ヒロの優しい性根を好んで四六時中遊び相手に付き合わせている一方、姫からは格好のからかい対象として扱われている。令裡とは天敵同士ということもあって反りが合わず、顔を合わせると罵詈雑言の応酬をしていたが、キニスキーとの戦いで共に行動してからは関係に変化が見られるようになった。終盤では人狼族の元老院の法廷で堂々と「令裡は戦友だ」と表明するほどになっている。
人狼の血ゆえか、オフロードバイクや水上オートバイなど、スピード感のある乗り物を好む。自称「笹鳴峠最速」。ハーフとはいえ人狼の例に漏れず、満月の夜には身体能力が格段に上がるが、逆に月食や新月の夜は格段に戦闘能力が低下する。物語中盤からは高校にも通っており、弁当を分けてもらったりと女生徒からの人気を集めている。
嘉村 令裡（かむら れいり）
純血種の誇り高き吸血鬼の少女。年齢は不明。ヒロが通う笹鳴学園の高等部に属し、美貌と上品な物腰から学園のアイドル的存在である。長い黒髪と特別あつらえの黒いセーラー服がトレードマーク。学園の少女達から「令裡さま」と慕われる立場を気に入っている。一般的な吸血鬼一族としての弱点を踏襲しており、日光に弱い身体を押して通学しているが、それが祟って突然倒れてしまうことも。“儀式”と称し、自分を好いている女子から血を貰っては糧としている。また、古の作品に倣ってトマトジュースを飲んでいる場面も見られる。アニメ版「血統王女」で姫に語った内容によれば、十字架やニンニクなどの「カビの生えた撃退法は無意味」との事だが、「年増王女」で福引の景品である餃子の皮三十枚で紗和々が作った大量の餃子はノーダメージとは行かなかったらしく、顔を歪めて退散した後、どこからか持参したガスマスクを装着して戻ってきた。原作では黒い下着を着用しており、それが見えてしまうシーンが多いが、テレビアニメ版ではどんな時でも見えてしまわないような修正描写が施されている。
かつて吸血鬼としての高い能力を活かし、策略を持って姫の生き血を狙うも失敗。その時、大胆かつ豪放そして慈悲深い行動によって自らを破った姫には一目置いており、共闘も辞さないようになった。元々同族間でも孤高を好んでいたが、行きがかり上、キニスキーと敵対したことにより理不尽にも吸血鬼の社会から追放される立場となってからは、住み処（町外れの廃教会）を失くしたために姫の屋敷に居候する。ヒロのことはからかい半分ではあるが、その純粋さを気に入ってもいる。当初はリザと反目していたが、次第に仲が深まりつつある。なお、口にする血にはこだわりがあるようで、処女の血にしか興味がないようである。元来、非情で冷酷な性質をもつ吸血鬼でありながら、ツェペリ殺害の件をキニスキーに問い詰めようとしたり、学園の生徒を守るために神族に戦いを挑むなど、優しい一面も持つ。
「聖火王女」でキニスキーが完全に死を迎えたのちは吸血鬼社会からの追放も解かれているが、その後も自らの意思で姫達のもとに留まっている。
戦闘力はかなり高く、飛行能力を生かした諜報や探索をすることも多い。「決戦王女」にてギリアムがソード・ビーイングで切りつけた際、脚で防御し剣の動きを止めるなど、吸血鬼の回復能力の高さを生かした戦い方なども見せる。
南久阿（なくあ）
神族。日本各地に古くから土着し、その地域に住む人間たちから生け贄や供物を受ける代わりにその土地を鎮守する、いわゆる土地神、産土神。見た目は黒髪ロングヘアーの少女。山野に隠れて生息していたが、生息地を追われて笹鳴学園に落ち延びてきた。校舎内に自らの領域を作り上げ、配下の大蜘蛛を操って夜に校舎に立ち入る生徒を捕食し始めた。それが姫達に知られるところとなり、その行為について姫は黙認するものの、南久阿の行為を良しとしない、元々学園をテリトリーとする令裡とリザに征伐されることとなったが、かろうじて生き延びた。その報復に捨て身の戦法で姫一派を別荘ごと二千年前の世界に封じ込め、神罰と宣言する。しかしフランドルの機転によってその居所を曝かれ、姫に対して生命の危機を与えた罪から、姫のチェーンソーの前に斃れる。
この戦いの末に力の大半を失うも消滅まではせず、ひっそりと土地神の仕事を続けていた様子で、邪神族が街を襲う事件において姫と共闘し、その戦いの後に姫の館の敷地内に彼女を祀る祠が建てられた。それ以来、屋敷の中で気ままに姿を見せる。姫に敗北して以降は生贄を求めず、祠へのお供えを力の元としている。
「怪談王女」では、物知り博士からアトラック=ナクアと呼ばれており、その者達のライフワークである現実の世界と夢とも言われる邪神の世界を繋ぐ橋造りを行っていることが判明。姫達に「かなり完成を急いでいる」ことも話した。
同作者の漫画作品『南Q阿伝』では狂言回しとして登場している。ただし同一人物であるかどうかは不明。

#### シャーウッド一派
シャーウッド
王族の一員で、姫の妹に当たる第3王女。黒いドレスを纏った金髪の童女。食人植物「トリフィド」（同名の肉食植物とは設定が異なる）を自在に操り、その能力で姫の命を狙うが、力及ばず敗れ、兄弟姉妹との凄惨かつ無情な闘いに失望して、せめて姫の傍でと、潔く自らその命を絶とうとするが、その場に居合わせたヒロに助けられる。元々、姫に対しては敵意や嫌悪感を持っていなかったため、和解に至り、同盟関係を築くに至った。
その後は姫の屋敷とは反対側の丘の上にある屋敷に居を構え、機に応じて姫の元を訪れては何度か姫を危機から救っている。作中で唯一、健常な姉妹らしい姉妹関係を築いている。
誇り高い性格で理知的であるが、まだ幼さは抜け切っていない。初登場時に自身を「末の王女」と言っていることから、弟妹は存在しないものと考えられる。戦闘には向かないと姫に指摘されており、基本的には直接戦闘は行わず、後方での戦闘指揮を行っている。
文字通り命を懸けて自分を救ってくれたヒロにはすっかり気を許しており、数回、自身の血を与えており、自称「血の戦士第一号」と思っているところがある（原作では初登場時ヒロが自分を救ってくれたことに感動し血を与え正式にヒロの二人目の契約者となったが、アニメ版ではその時血を与えなかった）。姫とは違って血は足から与える。また、ヒロが最強の血の戦士になると見なしている。
最終話「怪物王女」にて、兄姉達が全員死亡または王族の運命から外れたことにより、今回の王位争いは終結となり、結果的に王族最後の生き残りとなる。兄姉達を幼い自分を斃すことはしなかった誇り高い方々だったと称え、自分が王になることはないと判じ、遠くない未来に起こるであろう次世代の王位争いへ備えようとしている。
フランシスカ
シャーウッドに仕える人造人間。常にメイド服を着用し、眼鏡を掛けた女性の姿形をしている。フランドルの姉妹機であり能力的にもほぼ同等だが、高度なプログラムにより指弾を操り、格闘技術にも長けている。フランドルよりも後に製造されたためか、知性面でもフランドルより優れているらしく、未熟な主人を的確にフォローすることもしばしば。ただし「ふが」としか喋れず、充電時に鼻提灯が出るといった点は、フランドルと変わらない。
劉劉（りゅうりゅう）
シャーウッドに仕える血の戦士のパンダ。笹鳴動物園で遊具から転落死したところを、シャーウッドの血によって蘇生した（テレビアニメ版ではフランシスカに生きた状態で連れ出された上に、ツェペリの来襲時にも死亡せず、そのまま生き残って家来となった）。血の戦士としての力が発現すると体毛が白色になるため、その時の姿はシロクマのような外見になる。攻撃方法はいかにも動物らしく単純な打撃で、かなり荒々しい。同じく笹鳴動物園に居たパンダの関関（かんかん）と張張（ちょうちょう）とは義兄弟。関関と張張が血の戦士かどうかは不明だが、この2匹も劉劉と共にシャーウッドの屋敷に住むことになる。

#### エミール一派
エミール
王族の一員で、姫の兄に当たる王子。第4王子の可能性が高いと思われる。装飾的なシャツを着た高貴な面立ちの青年。下馬評によると王座の継承者として最も有望視されており、それゆえ命を真っ先に狙われている。
表だってそれを露わにすることはないが、姫同様、心に信じる何かを持っており、自らの命を賭けてでも義に応じた行動を見せることがある。
睨みつけた相手を念力で攻撃することが出来る。念力の効果範囲は本人の周囲15mであり、断片的に未来が見えることもあるようである。ただし、生まれつき病弱である上に、念力の発動と引き換えに体力を奪われるようで、過去に姫の身に降りかかる事故を予見し彼女を庇った際には自身が生死の境をさまよったこともある。
「特急王女」で修理されたフランダースGを運ぶために王国と人間界を結ぶ定期列車に乗っていたところを、ギリアムに襲撃され、メガ粒子列車砲を自身が乗っている列車に突撃させられるも、列車と姫一派及び偶然乗り込んでしまった人間を守るため、渾身の念力でメガ粒子列車砲を反転させ爆発させる。だがその代償で命に関わる程の重傷を負い、病床に伏すこととなる。
「天命王女」にて死期を悟ってフランダースを破壊し、姫に別れの言葉を告げるため呼び寄せるも、姫達が来た際には既に死亡しており、シルヴィアによって彼女の血の戦士と化していた。その結果暴走し、自らの家来達を念力で次々と手にかけ姫達をも狙うが、姫は彼が既に王族ではないと見抜いており、フランドルによって斃された。
その後「発火王女」にて、彼の本来の魂は人魚族に伝わる術を利用して不完全ながら成人化を果たし、「分子の振動」として幽霊のような姿で蘇っていたことが判明する。ただしその効果も一時的なものであり、不死鳥の炎で姫とシャーウッドを敵から守った後、シャーウッドには「リリアーヌを輔けよ」姫には「お前が王になれ」との言葉を残し完全に消滅する。その後は「創世王女」で炎の戦士として復活したキザイアを見た姫により、エミールは今も別次元で生きていると判断されている。
死の直前の言葉などから、王位継承権争いに参加していたのも、医者にそう長くは生きられぬと言われた自分の身にとって成人化して不老不死になれば都合が良い程度にしか考えておらず、王となった暁には姫やシャーウッドを生かす道を作るつもりでいたということなどがうかがえる。
キザイア・ボルド
エミールに仕える人狼族の戦士。顔を縦に走る4本の傷と葉巻が特徴。リザと同様に自動車全般の運転が得意と思われ、6代目フォード・マスタングに乗っている。リザの父ヴォルグとはかつての戦友であり、憎まれ口は多いが、義を重んじ誇りを忘れない好漢。心底からエミールに忠誠を捧げている。自分の危機を知らせるために一度命を落としたマドレーヌを大事に思っており、普段はガーディアンとしての役割をエミールより与えられている。戦士としての伎倆は、同族のリザよりも高みにある。父親の名はカダリア・ボルド。
血の戦士と化して暴走したエミールから姫を庇って死亡した。リザには「名誉ある死だ」と評されている。
「会談王女」にて再びリザらの前に姿を現す。その後はフヒトに一族の誇りに反して生き長らえている自分を殺すよう願い、一時的にギリアムの配下として戦った。エミールに炎の戦士として生かされたことを姫から聞かされたのち、マドレーヌと再会し、「自分を救ってくれた人魚を守る」という自分の役目を果たすため、炎の力をマドレーヌに託して消滅する。
フランダース
エミールに仕える人造人間。フランドルらと異なり、人間の数倍もある巨大な体躯と「執事型ロボット」と形容するべき機械的な外見を持つ。発せられる声は「フガ」だけ。「巨獣王女」で巨大怪物との戦闘でボディが損傷した際に、フランドルの働きを見直したシュタイン博士によってフランドル並みの小型ボディになったこともある。その後フランダースGとして両目から強力なビームが出せるように改造されたが、移送中、その飛びぬけた戦闘能力を危惧したギリアムによって破壊される。その後ギリアムによって頭部のみが修復され、姫殺害計画の片棒を担がされるも、計画が失敗に終わった後は姫とシャーウッドによって完全に破壊された。以後は小型ボディでエミールに仕えていたが、自爆機能を封じるためエミール自らによって破壊される。
スレッジ
エミール一行に加わっている有翼の男。彼の家来もしくは血の戦士と思われ、彼もまたキザイア同様、心底エミールに忠誠を捧げている。キザイアとは仲が悪いらしく「ワン公」「トリ目野郎」と言い争うこともある。鳥族だけに鳥目なので暗視ゴーグルが無いと周りが見えなくなってしまうらしい。
病床のエミールの身の回りの世話を行っていたが、彼が死んだ際に「エミール様がこんなところで脱落するなど考えられない」と、シルヴィアに縋り付いて主の肉体を蘇生、死を秘匿した。しかしそれ故に血の戦士として覚醒したエミールの念力により殺害される。
テレビアニメ版には登場しておらず、本編で名前が明かされたのも初登場からかなり後になった。

### 姫と敵対する者達

#### シルヴィア一派
テレビアニメ化の時点で原作には登場していたが、別の軍勢としての立場で登場したミカサとマドレーヌ以外はテレビアニメ版では未登場。
シルヴィア
王族の一員で、姫の姉に当たる第1王女。白いドレスを纏い、頭には王冠を被る。非常に豊満なスタイルの持ち主で、紗和々を超えるほどの巨乳。戦闘シーンなど、動きが激しい場合はかなりの乳揺れが見られる。キニスキーとは何らかの経緯で関係を持ち、最後には殺害をもくろむが、杭を打つ際に手違いで己の血を与えてしまい、復活したキニスキーによって捕らえられ、革紐と眼帯とボールギャグでSMチックに拘束された上、脇に蛇口を取り付けられて血を搾取されていた。キニスキーが姫を呪殺せんと夢中になるあまりに見せた隙に乗じて、フランセットとミカサにより救出され、その功労によってミカサに血を与える。
劇中の描写では姫と最も関わりの深い家族であるらしく、二人の間での出来事を回想するエピソードが多い。ただしそれらは姫を魔法で一晩屋敷に閉じ込めて弄んだり、姫が自分のために精一杯作った曲を彼女に捧げた際「ありがとう」「とっても嬉しいわ」と褒める一方で、「その曲は未完成である」「私のしなやかな美しさへの表現が充分でない」「まだまだこんな地点が姫の作曲能力の最終到達点である筈はない」といった内容の発言をして幼い姫を怯えさせるなど、姫への歪んだ愛情を窺わせるものしかない。姫に「外面的には王者らしい戦いを望み、謀殺するなら決して自分が疑われぬようにやる」と評価されている通り、穏やかで優しく気品にあふれた外見の陰に、深い狂気と底知れぬ冷酷さを持ち合わせている。
ただし、兄弟姉妹間でも姫を高く評価しており、未だに姫の動向を最も気にかけている様子で、自分以外の王族に姫が斃されそうになった際には姫を庇っているとも言える動きも見せている。また、幼い頃の姫に様々な心の傷を植え付けていた一方で、彼女の人格形成には大きな影響を与えているらしく、二人は所々似た形質を持っている（己の血の戦士に対する処遇・布陣は姫とは一見かなり異なる様子であるが、ある意味では非常に似ているとも言える）。「虜囚王女」にて魔導書で作り出したもう一つの屋敷に姫達を閉じ込めた際には、ヒロに自らの血の戦士になるよう誘惑したりもした。
王族と不死鳥の謎について強く興味を持っており、その解明のために王族の中でも積極的に動き、謎の核心まで迫っていた。
「裁定王女」にて王（ファラオ）の妻による裁定を受けた際に、肉体と配下の者たちを放棄して魂の姿になる。その後フヒトを自らの存在に統合し、姫を自らの精神世界に引き込んで決闘を行い、最後は互いの王族としての力を相殺しあって姫と共に王族の運命から外れることによって決着した。最終話「怪物王女」ではフヒトと共に人間として生活しているらしい描写がある。
フランセット
シルヴィアに仕える人造人間。フランドルの姉妹機で、メイド服の成人女性の姿。黒目がちな瞳が特徴。破損した左前腕部の代わりに、武器として巨大なドリルを取り付けている。姫に一度は助けられたものの、再び放浪の中でスクラップ同然になったところを蠅男に助けられ、主であるシルヴィア救出後は再び主人と行動を共にしている。
キニスキー
公爵の爵位を持つ吸血鬼。荒々しい長髪と整えられた髭の怪人物。王国の辺境に城を構えており「人狼殺しのキニスキー」の二つ名を持つ。王国の王座を狙っており、王族の一人であるシルヴィアを捕らえて居城に監禁したが、リザと令裡によって妨害された。自身はツェペリに重傷を負わせておきながら、「同胞に刃を向けた罪」と称して令裡を吸血鬼社会から追放した張本人でもある。
キニスキー自身は王族の血を賞味しているとして虚勢を張ってはいたものの、前述の通り実はシルヴィアによって一度殺害されたが偶然によって復活しただけであり、彼女が救出され保護されてしまったため、王族からの血の補給が不可能になり自滅した。
その後は長らく生死が不明だったが、「百破王女」にて、デュケーン（フランケーン）の手でトライオキシンにより復活していたことが判明。かつてのように姫達を襲うも、炎の戦士として覚醒したヒロにより薬液を蒸発させられ、完全に死亡する。その後、彼の領地は吸血鬼互助会に召し上げられたことがグレタの口から語られている。
キニスキーがお払い箱になった後にもシルヴィアはツェペリを自陣に迎え入れているなど、吸血鬼を味方にすることに関して彼女なりに何かの理由があることを窺わせている。
ミカサ
セブランに仕えていた血の戦士。彼の死後は蠅男の紹介を受けてシルヴィアの血の戦士として延命する。黒髪ロングヘアーの寡黙な少女。過去にセブランに殺されて血の戦士にされた。正真正銘の人間だが、兵器生物として創られた寄生生物を頭部に宿しており、高い戦闘能力を持つ。足に病気を患った妹がいる。
セブランの元では虐待同然の扱いを受けていたが、妹を養うために大人しく従う以外の選択肢がなかった。シルヴィアの傘下に入ってからは、ゼブランに仕えていた頃よりは遥かに良い待遇に変わっている。なおアニメ版にも登場したが、ヒロの独白によればセブランの死を見届けた後ひっそりと姿を消し、以後は生死不明。
魔術師
頭部が蛇のような姿をしている魔術師。素性や本名などは不明。マドレーヌに呪いをかけた張本人。「呪殺王女」「旋律王女」では怨霊を集め、魔導パイプオルガンによる姫の呪殺を目論むキニスキーに協力したこともある。その後、「箱入王女」にてシルヴィアの仲間として登場。姫の屋敷を迷路化し暗殺を目論むが返り討ちにあい死亡する。
所持していた魔導書は現在シルヴィアが所持している。所持していた魔導書や残して行った魔法陣などはクトゥルフ神話がモチーフに使われている。なお、本は「水神クタアト」であり、主に使っている魔法陣は「ナコト五角形」である。
マドレーヌ
「洋上王女」にて幽霊船に囚われていた人魚族の童女。「天命王女」にて、初めて名前が明かされた。
エミールの命を受けたキザイアと姫一派によって幽霊船とその怨霊から解放され、エミールに保護された。笛の音で船舶を呼び寄せる能力を持っている。魔術師によって人間の足を持つ姿にされ、引き換えに声を発すると死ぬ呪いを掛けられている。キザイアに危機を知らせようと声を発したことによってその命脈を絶たれるが、エミールの生き血を得て彼の血の戦士となった。
自らの死期を悟ったエミールによりシルヴィアへと引き継ぎが成され、その後はシルヴィアの血の戦士として戦っている。その後、シルヴィアの持つ魔導書により呪いが解かれ、元の姿に戻り声も出せるようになった。以降は呪いの力を封じたペンダントを使うことにより人間の足と人魚の尾とを使い分けて活動している。実はもともと彼女に呪いを掛けたのもシルヴィアの配下の魔術師であり、解呪に使われた魔導書も呪いを掛けた際に使われたものと同一と考えられるが、マドレーヌ自身はそのことを知らずシルヴィアに好意的な感情を持っているようである。
シルヴィアが配下の者達を手放した後は、炎の戦士として復活していたキザイアと再会し、命の炎を託されて不死身の炎の戦士となる。その後は蠅男やミカサ、初瀬と共に暮らすことを選んだ。

##### ツェペリ一派
ツェペリ
純血の吸血鬼の一人で、浅黒い肌と銀髪・顎髭を持つ優男。吸血鬼の根城である笹鳴総合病院の主。自らは前線に立たず暗躍する道を好み、姫を狙い様々な策謀を巡らす。吸血鬼らしく狡猾かつ残忍で、自己陶酔的な戦略を用いて相手をおとしめるのを好む。
同族の令裡とはある程度は協調関係にあったが、自身も恐れるキニスキーを令裡が敵に回して以来、吸血鬼社会の決定に従い令裡と敵対する。しかし、「旋律王女」において自分なりの方法でキニスキーと戦っていることを明かし、令裡への義理を忘れたわけではないと発言する。
シルヴィアを利用しようとする蝿男と何らかの密約を交わしているようで、シルヴィアに病院裏手の笹鳴霊園を貸し、蝿男の死者再生の実験を黙認、その後もシルヴィアの傘下として蝿男と共に行動している場面が多々見られた。
デュケーン（フランケーン）によって人狼と吸血鬼の混血種を作るのに利用され、人狼による傷が致命傷となり死亡した。
テレビアニメ版では手下の蛹田との掛け合いシーンが多い。また、原作より小悪党的に描写されているものの、幾つかの事件の首謀者として存在感を高めている。
蛹田 方正（さなぎだ ほうせい）
笹鳴総合病院の院長であり、ツェペリの部下でもある人間の男性。2度目にヒロが笹鳴総合病院へ運ばれたときに、そこで再びヒロが生き返ったことを知るや否や「デッドマンウォーキング」と呼んで生体研究しようとするが、姫とフランドルに阻止されて焼死する。後に笹鳴霊園の死者再生事件にてゾンビ化して再登場するが、フランドルによって再度爆死させられる。
血の戦士の存在を知らされていなかったことから、ツェペリには軽んじられていたようだが、ゾンビ化した際に知能を保っていたことやその後のシルヴィアの発言によれば、生前に下層吸血鬼化されていたようである。
最終話「怪物王女」でも、鬼の風貌をした男により首だけだが三たび復活させられ、主人たるツェペリの亡骸の元へ連れていくよう言っている場面もあった。
テレビアニメ版では焼死せずに生き残ったので原作より出番が多くなり、ことあるごとにツェペリを「マイ・マスター」と呼んで崇拝している。ツェペリと対等の口を訊く令裡が気に入らないが、令裡からは相手にされていない。
シエル
人造人間。見た目は長身の男性。「ふが」としか話せないフランドルらと違い、普通に会話が可能。また、フランドルの言葉も理解できる。3年前までは王国のデューテリウム鉱山で働く鉱夫だった彼は、そこを逃げ出して目にした海に感動し、自由に生きたいと願って旅に出る。そして、町を歩いていた時に偶然フランドルと出会い、姫の屋敷で故障箇所の修理をして貰うも、実はツェペリの手で10時間前（テレビアニメ版では10日前）に作られたばかりの存在で、作られてから27年が経過したという過去の記憶も作られたものであった。ツェペリに仕組まれたプログラムが作動し姫をさらおうとするが、シャーウッドとフランシスカにより阻止される。その後で真実を知らされた彼は、フランドルに修理用部品を提供した後、ツェペリの元へ復讐に赴き自爆する。
蠅男
蠅頭人身の科学者。己が開発した生物兵器を姫に売り込もうとして、彼女を屋敷の地下に作った迷路に閉じ込めるが失敗する。ミカサに宿る寄生生物も彼が開発したものである。王室のテクノロジーに対して少なからずコンプレックスを抱いている様子であり、王族に媚を売るもその相手は一貫していない。
キニスキーの死亡後はツェペリと手を組んで一緒に行動しており、共にシルヴィアに協力する。そこでシルヴィアの魔導書から死者再生の秘薬「トライオキシン」を開発した。
ツェペリの死後もシルヴィアの食客として彼女の配下とともに行動している。シルヴィアがミカサら配下を手放した後、トライオキシンを運搬していた最中に襲撃を受け一度死亡するも、姫達の助力も受けて復活した後はミカサらと共にトライオキシンによって延命しながら、初瀬が成人になるまで見守ると姫達に告げている。
「人狩王女」において、元は人間だったが、研究を捗らせるために作った複製製造装置の失敗により現在の姿になってしまったと語っている。「身体が人間だとしても心が怪物になってしまえばそれはすでに怪物」とも言っており、人間と怪物の間にそれほどの差はない、すべてはその人次第だと初瀬に語っている。
テレビアニメ版では登場しない。

#### ギリアム一派
ギリアム
王族の一員で、シルヴィアの弟、エミールの兄にあたる。第2王子の可能性が高いと考えられる。髪をオールバックにし前髪を額に垂らしている。武器としてはサーベルを愛用する。
派手な仕掛けや重厚長大な兵器を好み、悪趣味な手下と獲物を使って戦うなど、好戦的で武闘派である。しかしながら作戦がうまく行くと油断し、ここ一歩の所での詰めの甘さを露呈しやすいところがある。基本的に他者を信用していないようで、配下は人造人間や虫、剣など、確実に自分の命に従うかあるいは知性の低い存在に限っている。
リリアーヌやエミールを容赦なく殺そうとしたりするものの、同盟を組んでいたシルヴィアの裏切りを「それもまた戦略」と割り切ったり、継承権争いと関係のない場面においてはリリアーヌにアドバイスを送ったりと、兄弟を毛嫌いしているわけではないらしく、ただ情と継承権争いとを明確に割り切っているだけのようである。
「遭遇王女」にてO郡警察署で姫に不意打ちを試みたが、ヒロに阻まれて撤退。その後、エミールが修理を終えたフランダースGを列車にて移送中に、メガ粒子列車砲と血の戦士を引き連れて襲撃。姫一派の介入もあり、フランダースGを破壊することには成功したが、最終的にエミールの乗っている車両に突っ込ませようとしたメガ粒子列車砲を念力で跳ね返されて撤退。その後フランダースGを修理し姫の命を狙っていたようで、「虜囚王女」にて姫を屋敷ごと光子砲で吹き飛ばそうと企むも、協調関係にあったシルヴィアの裏切りによって、自身がその光子砲の標的となりまたも計画が失敗。
「遊星王女」にて隕石の発する毒ガスを吸ったことにより「生態系の種」の内部に取り込まれるも、自我は保っており、フヒトを鋼鉄の棺に監禁する。それが失敗し生態系が浄化されると、三つ目の怪物に変貌し生態系の種の代弁を行った。その後は姫の浄火により本来の姿を取り戻し、誇りある王族として死ねることに姫に感謝を告げ、「お前こそ王に相応しい」と言い残して死亡する。
中立を表明しているはずのシュタイン博士がエミールへ肩入れしていることに初登場時から気付いており、博士に対して早期から不信感を抱いていた。姫にもその件に関して何度か忠告しており、「会談王女」で博士がその肩入れの理由を表明した後も、自分の考えに従って博士の同盟の提案を拒否した。ヒロのことは当初は「リリアーヌに仕える血の戦士」としか見ていなかったが、「遭遇王女」にてリザや令裡、キザイアですら対応できなかったリリアーヌへの奇襲をヒロが防いだことから、何らかの予感を抱き、調査対象としていた。
フラテリス
ギリアムに仕える人造人間。変形ゴーグルを付けて、黒のスーツに蝶ネクタイを締めた筋肉質な執事の姿をしている。「遭遇王女」にてO郡警察署でキザイアやフランシスカらと闘った。王族以外の者に対しては非常に好戦的な性格を思わせる。
虫
ギリアムの血の戦士。正式名称は不明。6つの目と巨大な口を持つ蜘蛛のような怪物。
ソード・ビーイング
ギリアムの所持する生きた剣にして血の戦士。たとえ折られてもギリアムの血があれば再生する。
吸血植物
生態系の種により生じた生態系で育っていた凶暴な巨大植物。フヒトへの攻撃手段として、ギリアムが自らの血を吸わせて血の戦士として使役していた。

#### フヒト一派
フヒト
先代の王族の一人。生体チャンバラーという装置で延命を図っており、復活前はフランケーンに全てを任せていたが、トライオキシンをベースにした秘薬によって復活した。
赤ん坊のころからエミールを超えるほどの念力の力を持っており、現在も幼体でありながら既に不死身で浄火を操ることが可能。先代の王位争いの際にデュケーンと戦い勝利するも、まだ0歳児であった自身も深手を負ったため、表向きにはデュケーンが勝利し自らは敗北したように偽装した。消息を絶って生き残りを図った王族がいたため前回の王位争いには決着がつかず、今回の王位争いにも長子として参加することとなった。
王位争いに勝ち残ったのちは現在の王である不死鳥と戦わねばならないと気付いており、姫やシルヴィアをあえて倒さず隔離して来たるべき戦いの戦力として確保しようとしたこともある。
「聖火王女」にてシルヴィアと互いの存在をかけた戦いに敗北し彼女に取り込まれた。その後シルヴィアの精神世界における決闘の際には彼女の馬車の御者となっていた。最終話「怪物王女」では、シルヴィアとともに人間として生活しているらしい描写がある。
フランケーン
フヒトに仕える人造人間。マントとマスクを着用し名をデュケーンと偽り王族の第1王子になりすましていた。人造人間であるため直接危害は加えられないが人質や掟に反し軍勢を差し向けるなど手段は選ばない。
戦闘においてはロボ・ワイルドマンの背後に一瞬で回り込むなど、その身体能力の高さを窺わせた。リザを人質にしてロボを姫と戦わせた張本人でもあり、リザの追う兄の敵である。
フランドルが攻撃できたことによって正体を暴かれ、リザに倒されたが、フラングと一体化することで復活している。しかし、後述の人狼と吸血鬼の混成種が暴走し、町人すべてが混成種になったことがフヒトの怒りに触れ破壊された。
フラング
フヒトに仕える人造人間。犬の形をしているが、蝶ネクタイはちゃんと着けている。他の人造人間が喋るときは「フガ」であるが、フラングは「ガ」と言う。リザに破壊されたフランケーンと一体化したが、フヒトがフランケーンを破壊したことで分離した。本来の姿はフランセーヌ。
フランセーヌ
赤ん坊のフヒトに仕えていた女性型人造人間。フヒトによればフランセットら姫達に仕える全ての女性型人造人間のプロトタイプ。長らく犬型のフラングにされていたが、「死球王女」にて飽きたフヒトに元の姿に戻された。
ドローン
フヒトに仕える全体で一つの殺人マシーン。1体だけを倒しても無意味だが統率者を倒すことで無力化できる。
人狼と吸血鬼の混成種
ツェペリの血によって吸血鬼とされた人狼達。知能を残してはいないものの蝙蝠化が可能な点など、通常の下層吸血鬼より能力が高いものと考えられる。
フランダースのプロトタイプ
フランケン・シュタイン博士がフランダースを制作した際の試作機。体が大きいだけで機能は乏しい。

#### セブラン一派
セブラン
王族の一員で、姫の兄に当たる第5王子。眼光鋭い金髪の美青年。小心者で卑劣漢だが、肩に王のマントを模した黒いコートをぞんざいに羽織っており、威勢を張るなど弱い内面を隠そうとしている。
町一帯の住人を死霊化させるなどの蛮行を次々に犯してでも王位奪取を狙う悪辣な野心家。故に王国を簒奪しようとする不逞の輩につけ込まれ、その跳梁跋扈を許してしまうことになる。血の戦士も、自らの手で殺し強制的に配下に加えた（本来は掟で禁じられている）ミカサしかいないという有様であった。自らの「死霊を野に放つ禁を犯した」罪を姫に擦り付けようと起こした裁判の結果、姫の申し出で決闘で決着をつけることとなり、その決闘に敗れて死亡する。
姫の本名「リリアーヌ」は、元々は彼が飼っていて弄んで殺した猫の名前である。
フランツ
セブランに仕える人造人間。黒のスーツにボウタイを締めた執事の姿をしており、カメラのように稼働する機械的な左目とそこから走る傷痕が特徴。作中で発した声は「フガ」のみ。主であるセブランの死亡を見届けて自爆した。

#### サリエリ一派
サリエリ
王族の一員で、姫の兄に当たる第3王子。金髪で色白である他の王族達と異なり、唯一銀髪で褐色の肌をしている（瞳の赤色は共通）。
「破壊王女」において、姫がヒロに透明人間によって仕留められたと明かした兄その人である。しかしその真相は異なり、実はフランケン・シュタイン博士の館において博士の定めた掟を破り、透明人間を使い事故を装って姫を暗殺しようとしたために、博士によって制裁を加えられた結果死亡したのであった。
爽やかで一見優しげな風貌だが、残忍な性格。笹鳴霊園の死者再生事件の際シルヴィアによって遺体を盗まれ蘇生するが、姿は生前とは全く異なっており、自分の名前などの記憶も一部失っているようであった。教会にて姫に襲いかかるが返り討ちにされ、最終的にデュケーン（フランケーン）によって燃やされる。
反則的な手段を用いたことにより戦いの最初期に脱落する結果となったが、蘇った際にはかなりの戦闘能力を披露しており、決して能力が低いわけではなかった様子。
フランツェル
サリエリに仕える人造人間。主の蘇生に伴って復活した。顔は包帯で覆われていて不明だが、フラテリスやフランツと同様に執事の格好をしている。

#### カティア一派
「怪物王女 ナイトメア』から登場する勢力。
カティア
姫の妹を名乗る王族の一員。
フランチェスカ
カティアに仕える人造人間。

#### その他王族
デュケーン
王族の長子である第1王子。シルヴィアの考察によれば、多数の刺客を送り兄弟間の憎悪をあおることによって王位継承権争いを活性化させるゲームメーカー的役割を担っていた。
その正体はフヒトの人造人間であるフランケーン。本来のデュケーンは前回の王座争いの参加者であり、相当の実力者で勝利者候補と目されていた。フヒトに深手を負わせるものの彼の圧倒的な力の前に敗北し、以後、フヒトによってその名前と存在を隠れ蓑として利用されていた。
デュケーンの兄 1
前回の王座争いに際して、消息を絶って生き残りを図った王族。彼の生存が理由で前回の王座争いには決着がつかぬままとなっていた。すでに病床の老人となっており、シルヴィアに居所を掴まれ、生命維持装置を外され殺害された。
デュケーンの兄 2
前回の王座争いに破れ、王城に安置されていた所をシルヴィアの手により再生、デュケーンと上述のデュケーンの兄に関する情報を聞き出された後、再び殺害された。

#### 所属不明
王族や純血の吸血鬼からの刺客であることは確かだが、誰の配下かまでは不明確な者、倒された者達はここに分類する。
ロボ・ワイルドマン
リザの兄。「蘇生王女」に登場。妹思いで礼儀正しく高潔な人狼族の戦士。長らくファーストネームが不明だったが、「巨獣王女」にてキザイアより「ロボ」という名前であると判明した。なおアニメ版では裏庭に作られた墓石にフルネームが刻まれているのが第3話「暴走王女」Bパートで確認できる。また、アニメ版「継承王女」のアロンの回想シーンで登場する人間体の姿はやや長めの白髪もしくは銀髪の男性の姿である。
かつては姫に仕えていたが、姫の兄であるデュケーン（フランケーン）に人質に捕られてしまったリザの命を救うため、命じられるままに主君殺しの汚名を背負う覚悟で満月の晩に姫を襲撃する。
その後トライオキシンで蘇り、デュケーン（フランケーン）の命を奪おうとするが、攻撃を悉くかわされてしまい、最終的に彼の部下によって再度焼死させられることになる。
透明人間
「破壊王女」に登場。名前は不明。ヒロの転校初日に姫の兄弟の誰かに刺客として送り込まれた。見えざる糸（テグス）を使って姫の殺害を試みるが、ヒロによって間一髪のところで止められる。その後、姫が屋敷にガソリンを撒いて火をつけたため体が火達磨になり、屋敷から出てきたところをチェーンソーで攻撃されて敗れる。
その姿は科学的なセンサー類をも欺けるほどで、さらに霊体のように自分と同じ不可視の存在を目視することが出来る。また、自分の意思で他者に姿を認識させることも出来るようである。
かつてサリエリが透明人間を雇い姫を暗殺させようとしたことがあるが、それが後に姫の屋敷に送り込まれてきた者と同一人物であったのかどうかは不明。姫はサリエリを殺した犯人を透明人間だと信じていた。
『ナイトメア』では「籠城王女」に複数体が徒党を組んで同族を殺害した姫に対して復讐を企てる。
アレク・カリム・サロメ
「殺戮王女」に登場。血の戦士となった人狼の3人組。種族の誇りに反して血の戦士となったならず者達であり、姫の屋敷を襲撃した。原作では所属不明だが、テレビアニメ版ではセブランの配下となっている。
アレ
「密室王女」に登場。特に名前は存在せず、姫からは「アレ」としか呼ばれない。蜘蛛のような脚と幾つもの眼球を持った姿の怪物で、人体に侵入しては、内側から食い破って殺していた（テレビアニメ版では精気を吸い取って気絶させるのみ）。特別な弱点は存在せず、徹底的な「破壊」のみが対処法。原作・テレビアニメ版双方でそれぞれ匂わせ方は違うものの、ツェペリが放ったと思わせる場面があるが、真相は不明。
王（ファラオ）
「消耗王女」に登場。ミイラ男の軍勢を率いて姫の屋敷に攻めてきた。原作では終始無言であったが、テレビアニメ版では普通に台詞を喋っている。また、原作では刃を仕込んだ杖で姫に挑んだが、テレビアニメ版では単なる杖で殴りかかるだけだった。
コウモリグモ
「白黒王女」に登場。名前の通り、蝙蝠と蜘蛛を掛け合わせたかのような姿をしている。大群をなしてシャーウッドの屋敷に攻め入る。テレビアニメ版ではツェペリがシャーウッドを襲うために放った。
偉大なる次の文明の支配者、悪夢の攻撃者、イス
「昏睡王女」に登場した個体は夢を操り、「廃屋王女」に登場した個体は時空を操る能力を持つ。仲間意識が強いらしく、同胞を葬った姫を種族全体の敵と認識したようである。その後も執拗に姫を付け狙い、登場回数は多い。フヒトに仕えるドローンの中に同型のものがいたが関連は不明。モデルはイスの偉大なる種族。劇中でも「イス」と呼ばれている。
複製植物
「霧中王女」に登場。刺した生物の複製を作り出して、当人に成り代わるが、能力まで同一化されない。火炎が苦手の可能性がある。「アレ」同様に宇宙から隕石と共に飛来したという説がある。
降霊術の死者
「降臨王女」で登場。エミールが唯一残したPCに記されていた場所・ミドロヶ淵キャンプ場で死者再生の儀式により降霊されていた死者の霊。降霊対象は生きた人間に限らず、バスなどの物にも憑り付くことが可能。セブランが利用した死霊（ゾンビ）とは別物。降霊術のテープによりヒロ・リザ・令裡を憑代とし姫を襲う。リザによればそのテープはデュケーン（フランケーン）の声が録音されていた。
黙示録（フォー・ホースメン・オブ・アポカリプス）
「青白王女」に登場。青白い馬に乗った男を先頭として突如笹鳴町沖合に現れた蜃気楼の軍団。（実体が誰かに触れられるまでは）超低速で移動しており、過去に現れた際には幾つもの人間の文明を崩壊させている。姫が斥候と古代ヘブライ語による長期戦の交渉を試みた。禁を破ってまで軍隊を差し向けた本人であるデュケーン（フランケーン）により妨害されるも、交渉は成功する。
パイロン頭
「会談王女」「流転王女」に登場。人間の男性の体にパイロンの頭が付いた怪物。双頭の怪物を伴って現れていることが多い。先代の王族の一人の刺客として使役されているほか、クロノトン地雷の爆発により生じた狭間の世界である裏笹鳴町でも攻撃者として登場している。
王（ファラオ）の妻
「裁定王女」に登場。「消耗王女」で姫に倒された王（ファラオ）の妻。ファラオを殺した王族に恨みを持ち、シルヴィアと姫をピラミッドに監禁し、真実の天秤による裁定を行い、裁定を受けないか有罪ならアメミットという怪物に喰らわせようとしていた。シルヴィアに敗北し、せめてもの道連れを狙って姫の屋敷に炎上した船を墜落させようとするが、姫の浄火により消滅する。のちにフヒトに唆されて姫達を監禁したことが語られている。
呪殺人形
『ナイトメア』の「人形王女」に登場。王国でも名が知られた人形師の人形に宿った怨念。覆面の大男の姿をしており、人形の所有者を狙い、倒されても時間をループさせ殺害に成功するまで襲撃を繰り返す。
製作者の墓地まで郵送し、所有権を返還した上で撃退され消滅した。
マンドラゴラ
『ナイトメア』の「休眠王女」に登場。無効試合に終わった前回の王位継承争いの際に種が巻かれた植物の怪物。
人間か怪物かも不明な老夫婦によって引き抜かれ無差別に人間を襲いながら、王族を狙い姫の屋敷に襲来した。
氷人間
『ナイトメア』の「冬来王女」に登場。屋敷の周囲に降り積もった雪から形成される兵馬俑のような姿の怪物の集団。指揮を取る個体がフランドルに組み付かれ、春が来るまで拘束し続けると脅されたことで手を引いた。

#### その他の敵対者
その他、王族や純血の吸血鬼の配下ではないが、姫一派と敵対した者達はここに分類する。
ポセイ・どん
「交渉王女」に登場。山奥の湖で暮らす半漁人一族の一員。人間と同程度の大きさである他の半漁人達と異なり、山のように大きな体をしている。姫への不信感からリザと決闘するも敗れる。決闘後、原作では明らかに死んでいるようにしか見えない姿で倒れていたが、テレビアニメ版ではその後も生きている上にリザに惚れている。また、名前は原作では不明だったが、テレビアニメ版にて設定された。
首無し騎士
「疾走王女」に登場。馬に乗った騎士の姿をした怪物。笹鳴峠に出没しては、己の首を捜し求めていた。怜理曰く「戦場で無念の死を遂げた落武者とも事故死したライダーとも言われる」とのこと。原作では鎧の中身が存在しているが、テレビアニメ版では鎧を纏った霊（つまり中身が無い）になっている。またアニメ版では自分を追い抜く者が現れた時に成仏すると言われており、峠最速を自負するリザのライバルだった。本来はただ走っているだけだったが首をツェリペに盗られたため凶暴化、その後首の捜索のためにリザと一緒に来たヒロと合体してしまい、姫の手で強制的にヒロから引き剥がされ、首を取り戻して正気に戻った後はいつものようにリザと競走し、リザに追い抜かれた事で満足したのか成仏して行った。
幽霊船の怨霊
「洋上王女」に登場。巨大なサメの怨霊。取り付いている船の一室に人魚を幽閉して、船をおびき寄せては海難事故を引き起こして人の魂を喰らい続けていた。
赤錆村の覆面男
「生贄王女」に登場。ダム計画により廃村となった赤錆村において、昭和40年に発生した連続少女暴行殺人事件の犯人。車が故障したために村へ迷い込んだ姫とヒロを標的として狙った。風貌はランニングシャツとサスペンダーを装着したズボンを着た中年太りの男で、紙袋を被って顔を隠している。凶器は草刈鎌。
テレビアニメ版ではダム計画反対派のリーダーという設定になり、殺人の目的も計画賛成派の村人を老若男女無差別に狙っての犯行へと変更されている。また、原作より大柄に設定され、人間とは思えないほどの巨体になった。
姫やヒロに強い印象を残していたようで、後に「昏睡王女」の悪夢にて攻撃者としてその姿を利用される。
看守
「女囚王女」に登場。怪物刑務所の看守。何者かに買収され、リザとカロラインの決闘の最中のどさくさに紛れて、姫を陵辱しての暗殺をもくろむが、ラッドによって妨害され、ヒロに倒された。
カロライン・ルゴシュ
「女囚王女」に登場。怪物刑務所の女子監房の吸血鬼のリーダー。限られた数しか存在しない純血の吸血鬼であり、実力を鼻にかけていたが、リザとの決闘において「お前は私が今まで戦ってきた奴の中では最強ではない」と言われ、倒された。
轢き逃げ犯の怨霊
「激突王女」に登場。13年前に女性ばかりを狙った連続轢き逃げを繰り返してきた男の怨霊。魔術師の手によって怨霊化したトラックに乗り、暴走していた。
死の水先案内人
「往生王女」に登場。服を着たウサギのような姿をしている。姫がトラックに乗っていたところ、飛び出してきた猫を避けようと運転するフランドルが急ハンドルを切った弾みで車外に放出され、半死半生の狭間に立たされた時、姫を冥界へと策術を用いて連れて行こうとした。
「別人王女」にて魂となった姫と再会した際には、「我々は姫の敵ではないが、姫のように気高い魂だからこそおいでいただきたい」のだとの立場を示した。
『ナイトメア』でも「宿借王女」で姫が霊体となった際に様子をうかがっている。
巨大砂漠蟲（サンドワーム）
「熱砂王女」に登場。シャーウッドがフィールドワークで訪れた砂漠に住んでいた巨大虫。現地の半魚人達の依頼を受けてシャーウッドと姫が倒すこととなる。
赤骨温泉郷の狐一族
「湯煙王女」に登場。赤骨温泉郷をテリトリーとした邪神族。温泉郷を結界で囲み、訪れる湯治客を飼育して、やがてそこから退去する者の魂を糧にしていた。
蛇の邪神族
「続・学怪王女」「蛇行王女」「八岐王女」に登場。怪異が起こるという隣町の高校にリザが潜入調査をするが、既に隣町は蛇の眷属達が丸々乗っ取っていた。人間を無差別に喰らう蛇の邪神に対し、姫と共同前線を組んだ南久阿に「神の殺し方」を教えられ、邪神の神体を破壊されることで斃された。
上総家の狐一族
「夜桜王女」「探偵王女」「回転王女」に登場。姫が幼少期に訪れていた屋敷で、殺人事件の再現を繰り返し続けていた狐の邪神族。かつて起こった殺人事件の再現の目的は真実を知ることであったが、女探偵の“鳳百合”として事件に巻き込まれた姫が真実を告げると、「お前は知り過ぎた」と一族郎党で襲おうとする。だが姫の「王国と神族との関係を見直したい」という提案を受け入れ、以後神族側からは手を出さないことを約束し、「我らとて誇り高き神」と言い残し姿を消す。
始祖吸血鬼（蝙蝠人）
「奈落王女」にてブッチーとヒロが立ち入った竜ヶ背洞に住んでいた、蝙蝠が人の姿を取ったような生物。血を糧とするなど吸血鬼のような性質も持つが、知能は低く、超音波を暗闇での目代わりに使うなど、生態はかなり蝙蝠のそれに近い。「夜勤王女」「遭遇王女」のO群警察署において人間の捕食者としても暗躍していた。現在の吸血鬼一族の祖先であるとも考えられており、令裡は一族の謎を解明するべく彼らに興味を示すも、後述の知性体や巨大な怪物に阻まれて真相は謎のままに終わった。
概念上の知性体
「円盤王女」に登場。数百年前に円盤の故障によってこの星に不時着した実体を持たない異次元の生命体。始祖吸血鬼と互恵関係を築いており、円盤の動力源にするために姫の血を狙ってブッチーに憑りつく。令裡の吸血によって宿主であるブッチーごと粛清されたのちは、基本的に彼の中で眠っている様子。「新説・学怪王女」で知性体の頭脳を狙ったイスにより一時的に呼び覚まされたほか、『怪物王女』ではブッチーにビームを打たせたりもしていた。
霊（病原体）
「別人王女」に登場。姫を妬み体を乗っ取った。その際、王族の血が蘇生効果のないただの血になってしまったため、ヒロに別人だと見抜かれた。最終的に魂となっていた姫に不死鳥の力で反撃され滅する。
真性の闇の住人（トゥルー・ダークウォーカー）
「暗闇王女」に登場。別名「なりそこない」。血を糧とする吸血鬼に近い種族だが、室内灯の明かりにさえダメージを受けてしまうほどの光に非常に弱い体であり、吸血による対象の下僕化も出来ない、令裡曰く「おぞましき者達」。干からびたミイラのような容姿をしている。
通常は地下世界に住んでいるが、キニスキーから「王族の女性を拉致監禁しより完全な存在となった」との情報を得たことより、不老不死の力を持つ王族の血があれば日の光のもとを歩けるに違いないと、王族の血を狙って姫を襲う。しかし「血の戦士となった者は血を与えられた王族に対し攻撃できない」という制限を自ら証明してしまい撤退した。
台風
「渦巻王女」に登場。笹鳴町上空に停滞していた知性を持った台風。中心部には文字通り巨大な眼が現れた。シャーウッドがモールス信号による交渉を試みたが、明確な意思疎通は出来ず、子供を返せと訴えており、姫の屋敷を襲った。去った後は、姫の屋敷の上空にあった渦巻き状の暗雲が消えていた（数話後には再び出現している）。
島の殺人鬼
「猟奇王女」に登場。リザが仮出所したアイダと再会するため出向いた島にいた殺人鬼。外見は覆面を被った人間に見えるが人狼を超えるほどの怪力の持ち主で正体は不明。ある年を基準として素数年目となる年に殺人をしており、その周期の謎を解明させて楽しむためだけに大量殺戮を行っていた。姫には「お前ほど下らぬ存在を見たことがない」と一蹴されている。
肥部 禍男（ひべ まがお）
「人狩王女」「捕獲王女」に登場。姫とリザがドライブ中に迷い込んだ山中で遭遇した覆面の男。赤錆村の覆面男と容姿が似ている。凶器は巨大な鉈。
女性を狙う連続誘拐犯で、2年前逃走中にトラックに撥ねられ死んだはずだったが、その後も事件が止まず不死身の男と噂されていた。実は蠅男が作った複製製造装置で複製を量産することにより擬似的な不死体となっていたのであり、警官に扮した男と協力して迷い込んだ旅行者を狩っていたのであった。リザにより装置内の本体を倒され、廃墟に残った複製は姫・ヒロ・リザに、外にいた複製も警官に扮した男共々、令裡とフランドルにより倒され、完全に死亡した。
警官に扮した男
「人狩王女」「捕獲王女」に登場。サングラスを掛け、警官に扮している男性。本名・正体共に不明。凶器は拳銃。
肥部禍男と協力して迷い込んだ旅行者を狩っていたのであった。姫とリザを捕らえ、令裡とフランドルを見つけ、狙うが令裡に捕らえられた上にフランドルに左手を踏み潰され、肥部禍男の複製共々、令裡とフランドルにより倒され死亡した。
生態系の種
「遊星王女」「腐海王女」に登場。自分達の全ての遺伝情報を組み込ませた「種」を他の惑星に発射し、毒ガスを噴出させながらその内部で独自の生態系を進化させ再現することにより繁栄してきた種族。
ギリアムやシャーウッドらをも自らの内部に取り込み、地球の生態系の支配を狙うも、フヒトとキザイアの戦いにより生じた熱エネルギーにより浄化され、再び宇宙へと種を発射し撤退した。
大蛸（おおだこ）
「臨海王女」に登場。地図にない港町を根城にしていた知性を持った大蛸。「謎の巨大赤蛇」が出現するという町の噂を流し、人を模した人形や張りぼてを動かしたテーマパークのような町を作り出して、そこに訪れた人間を大潮の際に町ごと水没させて喰らっていた。
訪れたシャーウッドや姫達も喰らおうとするが、姫の王族の威光の前に文字通り白旗を揚げ、怪物の王国に下った。姫は「なかなかにユニークなやつ」「斃すには惜しい」と評価していた。
鬼の風貌をした男
「怪物王女」に登場。額に般若のような角を生やした男。正式名称は不明。純血の吸血鬼である令裡を剥製にして金を得ようと狙い、笹鳴霊園の蛹田の首を蘇らせてヒロを誘き出させた。最期は炎の戦士であるヒロと知性体の力を得たブッチーにより返り討ちにされる。
幽霊
『ナイトメア』の「宿借王女」に登場。姫の屋敷を気に入り、姫達から生気を奪い乗っ取ろうとしたが、自ら服毒し霊体となった姫達に撃退された。
ジャイアントトロール
『ナイトメア』の「捕食王女」に登場。小柄な個体がアイスクリーム屋に扮して子供達を巣穴付近に誘導し、pepperの音声で誘い出し、巨体なジャイールが捕らえ捕食していた。
ヒロとブッチーを襲ったことで、リザと戦いになるが姫との交渉で王国に転居し活動を自粛することで和解した。
ベルゼブブの一族
『ナイトメア』の「不詳王女」に登場。女王の死期が近付きキニスキーの噂から王族の血を求め姫を狙った。
独自に王族の情報を集めシルヴィアを名乗り姫を屋敷に誘い拘束するが「姫が別の組に入れられた」という情報を告げた瞬間に寿命が尽きた。
ディラン
『ナイトメア』の「叙述王女」に登場。養護施設跡の廃墟を拠点とする下層吸血鬼。
吸血鬼が関わる一家惨殺事件を再現する怪現象に巻き込まれた姫が唯一の生き残りだった彼の元を訪ねたことで本性を現し殺害しようとするが、吸血鬼互助会のルールに反したとして令裡に粛清された。

### その他

#### 人間
小淵沢 望（こぶちざわ のぞみ）
ヒロの友人で、眼鏡をかけたおたくな少年。ヒロからは「ブッチー」と呼ばれている。令裡をストーカーしている際、彼女が吸血鬼だという事実を知ってしまうが、結局はその部分の記憶を令裡によって消されてしまう（後に「秘境王女」にて再びその事実を知るが、このときも記憶を消された）。ヒロに対して好意的に接しているが、ヒロに「令裡吸血鬼説」を執拗に語り、それに対して何も反論しないヒロを「否定している」と決め付けるなど、人の話を聞かない性格をしている。
シャーウッド一派のフィールドワークに記録係としてたびたび同行しているが、危機的状況においても夢中で解説を続ける、劉劉を「パンダの着ぐるみを着た男」と本気で考えているなど、周囲の状況が読めない上に思い込みの激しい一面もある。また、フランシスカに惚れているが、彼女の正体にも気づいていない。「円盤王女」で知性体に憑りつかれてからは、知性体と共生しているような描写もある。
『ナイトメア』でもヒロの友人として登場しており、ヒロが記憶喪失になったことは信じていない。
テレビアニメ版では令裡以外にも姫とリザと紗和々を盗撮しており、特にメイドの紗和々に興味を持つ。また、ヒロとは互いにただのクラスメイトであり、テレビアニメ版における彼の友人は吉田と村山である。さらに吸血コウモリの大群に襲われた吉田と村山を助けずに写真を撮ったり、吉田と村山と共にヒロを殴ったことに関して謝罪しなかったりと、原作より自己中心的な性格に描かれている。
城島 親夫（じょうじま ちかお）
「死霊王女」「脱出王女」に登場。山間部の小さな街である「G県B市」で発生した、死霊の被害に巻き込まれた男性。職業は警備員。猟が趣味で、そのための銃も所持していた。姫一行や数人の生存者と共にスーパーマーケットに立て篭もっていたが、脱出のための犠牲となってしまい、死霊化する寸前に姫の手で射殺される。本編では名前は明かされなかったが、単行本5巻のケルベロッテちゃんの項で判明した。
テレビアニメ版では登場しない。
マスター
紗和々がパフェを賞味している喫茶店の主人で、髭を生やしたダンディーな風貌の男性。原作では1コマ登場するだけという背景同然の扱いだったが、テレビアニメ版では紗和々の登場頻度増加に伴って出番を得た。紗和々と同様に物語の本筋に大きく関わることはない。紗和々に対して恋心を抱いており、パフェをおごる、割引券を大量にプレゼントする、果ては店名を「紗和々」に改名しようとするなど、回が進む度に行動はエスカレートしている。また、喫茶店の店名は原作では不明だが、テレビアニメ版では「伊達男（ダンディー）」とされている。
初瀬（はつせ）
ミカサの妹。足が不自由で車椅子生活をしている。以前は姉のミカサと2人で生活していたが、ミカサがシルヴィアの血の戦士となってからはシルヴィアの保護下に置かれている。兵器生物の技術で歩けるようになるとたびたび蠅男から誘いを受けているが、怪物にはなりたくないと断っている。マドレーヌと仲良くしている描写も見られる。

#### 怪物・その他
フランケン・シュタイン博士
王国の中立地帯に研究所を構え、そこに住んでいる王族付きの人造人間の製作者である科学者。かつては人の姿をしていたが、今ではその肉体は滅んでしまったのか、巨大な脳髄だけが円筒状の水槽に浮かんでいる。従って移動はできないため、誰かに用があるときは出向くのではなく、相手を呼び出す。怪奇ものに登場する科学者らしく、相手が誰であろうと口調は常に尊大であり、フランダースを呼び出した際に、フランダースを連れてきた王族であるエミールを、その下僕であるフランダースのおまけだと言い放つ。キザイアの第一印象は「人の話を聞かないタイプ」。
研究所内の様子、会話などはカメラ等を通してすべて把握することができ、それらを通して眼前にいない者とも会話ができる。中立地帯での自衛、警察権を持ち、地域内での殺生は誰であろうと決して許さない。なお、彼の眼の代わりとなっているカメラは本来は視認することができない霊魂状態となったヒロを認識できるほど高性能である様子（透明人間はさすがに無理らしい）。
かつてはフヒトに仕えていたが、彼が0歳児の時点で強力にして残忍であったため、いずれ成長すれば誰にも手が付けられなくなると、その存在を危惧していた。そのためフヒトが復活する前に、彼に対抗しうる能力を持つエミールを勝たせようと、王位争いに故意に介入したことがある。
姫の主治医
姫のお付きの医者で、象に似た顔を持つ怪物の王国の医師。「別人王女」など、姫の病気などの際に王国から呼ばれてたびたび登場している。
ラッド
「女囚王女」に登場。怪物刑務所の監房でヒロと相部屋だった地中人で、モグラのような風貌をしている。温厚な性格をしており、ヒロとは投獄したその日に打ち解けていた。以前から姫にあこがれを抱いており、その特技を使って女子監房へ忍び込んで姫の姿を見に行こうとした際、偶然にも看守の企みを知り、ヒロとともに姫の暗殺を食い止める。その結果、出所後に姫の屋敷に正式招待される栄誉を得る。屋敷に招待された際には、ヒロがとある目的のために掘っている地下通路を点検したりもした。
アイダ・カヌ
「女囚王女」に登場。怪物刑務所の女子監房の人狼族のリーダー。新入りのリザを最初は半分人間として見下していたが、リザとの決闘で敗れた後に実力を認め、リザを新たなるリーダーとして、吸血鬼側リーダーのカロラインと対決させた。親の名前はマハダ・カヌ。
女子監房の一件、その後の共闘によりリザには全幅の信頼を寄せており、吸血鬼である令裡と共闘関係にあるリザが人狼族の元老院から問題視されている存在であり、自らはその元老院の下で働く立場であるにも関わらず、リザに対し「私はお前の味方だ」と告げている。
ルディ・ルード
「討入王女」に登場。アイダの仲間である人狼族の少女。リザに兄の敵であるデュケーン（フランケーン）の居場所の情報を持ち込み、リザ・アイダとともに襲撃を決行する。親の名前はガル・ルード。情報提供の真の目的はデュケーン（フランケーン）に捕らわれた自身の兄を助けるためであり、デュケーン（フランケーン）により人狼と吸血鬼の混成種とされてしまった兄を発見した際には動揺したが、理性を失った兄はもはや人狼族の戦士ではないと、トライオキシンにより蘇ったロボと対峙したリザと似た決心を固め、倒した。左目に大きな傷があるが隻眼ではない様子。
物知り博士
「怪談王女」に登場。人語を解する博識な白梟。姫が身の回りで起こる怪現象について相談するために王国から招いた。いわゆる都市伝説や怪異などについて詳しく、あらゆる偏見を排除し真実のみを希求することが自らの役目であると言っている。紗和々を「巨乳のメイド」と呼んで懐いていた。
青白き巨大生物（正式名称不明）
「怪談王女」に登場。
時限暗殺者（タイム・アサシン）
「怪談王女」に名称とイメージのみ登場。物知り博士曰く「殺害日時を警告した上で実行する情け無用のエージェント」。
不定形生物（ショゴス）
「怪談王女」に名称とイメージのみ登場。
グレタ
「召喚王女」に登場。令裡の幼馴染である純血の吸血鬼の少女。キニスキーが完全に死亡した事を確認し、令裡の吸血鬼社会からの追放が解かれたことを報告しに屋敷へ来た。令裡へ再び怪物の世界へ戻って共に処女狩りを楽しもうと誘う。同名のキャラクターが『南Q阿伝』にも登場しているが同一人物かどうかは不明。

## 地名・施設名
笹鳴町（ささなきちょう）
本作のメインの舞台。静岡県内某所にある地方都市。山すそに広がる町で、アニメ版第1話の姫の評価は「ありふれた町」。原作では高層ビルがランドマークだが、アニメ版では登場していない。鉄道駅や学校・総合病院・商店街などひと通りの施設は揃っている模様。町内の大半は閑静な住宅街と山地になっている。
姫の館
姫たちが住む古い二階建ての洋館。2話の「破壊王女」の姫のセリフによれば、元々父親から相続したもので、長年無人だったため荒れ果てて廃屋と化していたが、ヒロが事故死して搬送されている間に、アニメ版では沙和々や少し遅れて到着したフランドルの手で綺麗に掃除された。
一階部分には広い玄関ホールやキッチン、風呂、大型テレビが置かれたリビングなどがあり、二階には食堂や姫の寝室（アニメ版26話「昏睡王女」で存在が明かされた）、バルコニーなどがある。ヒロやリザ、沙和々の部屋は地下にあり、フランドルの充電部屋も同じく地下にある。城暮らしだった姫はアニメ版第1話「蘇生王女」内で「小さいな」と評していたが、沙和々たち一般人からするとかなり大きい。庭には池があり、裏手は森になっており、アニメ版第3話「暴走王女」ではロボ・ワイルドマンの墓が作られている。
過去に多くの刺客から襲撃されたり、それに応戦する姫たちによって何度も破壊され、アニメ版では透明人間とトリフィドに応戦するため放火され、全焼しているがその都度沙和々やヒロ、フランドルたちの手で再建されている。
当初の住人は姫とフランドル、ヒロ、沙和々の4人だったが後にリザと吸血鬼社会を追われた怜理が加わり、原作では南玖阿も居候している。また、原作・アニメ共に人造人間のシエルが、アニメ版のみ猫人族のヒロ子が一時的に姫に滞在を許可されている。
学校法人笹鳴学園
ヒロや怜理が通う私立学校。アニメ版2話のアバンタイトルで写っている表札に名前が記されている。ヒロやブッチーが所属する中等部と怜理が所属する高等部の少なくとも2つの学部が存在している。制服は男子はワイシャツ、女子は白と青のセーラー服（アニメ版のみ。原作では女子の制服の色は不明）というオーソドックスなもの。ただし怜理だけは黒のセーラー服を着ている。原作では南玖阿が根城にしていた。アニメ版の公式サイト第5話のあらすじによれば中等部の生徒用の学食がある。学校周辺は閑静な住宅街になっている。アニメ版では屋上への出入りが可能。
笹鳴総合病院
町にある総合病院。第1話で事故に巻き込まれたヒロが搬送された。規模はかなり大きく、原作第4話「電撃王女」の姫のセリフによれば急患の患者が搬送される救急指定病院であり、アニメ版「疾走王女」では自前の救急車も所有している。
一見ごく普通の病院だが実はツェペリに実効支配されており、夜勤の看護師や医師、さらに原作版の「電撃王女」の描写では一部の入院患者に至るまで吸血鬼化した人間だらけになっている（アニメではスタッフたちが吸血鬼かどうかは明確にされていないが、第1話「蘇生王女」の見回りの看護師たちの会話によれば院長を始めとして、色々と怪しい噂があるらしい）。院長は蛹田方正だが原作ではヒロに危害を加えた事で姫に怒りの鉄槌を下され除細動器を利用した電撃を喰らって焼死（アニメ版では同じ攻撃を喰らったが生存）。またアニメ版ではヒロを奪還しに来た姫一行に入り口付近をシャッターごと破壊され、原作・アニメ版「追憶王女」ではシエルの自爆テロによって院長室を爆破されている。
笹鳴商店街
町にある商店街。原作・アニメ第1話でヒロが事故死した場所でもある。中小の個人商店や雑居ビルが軒を連ねているほか、アニメ版「消耗王女」によればゲームセンターやヒロ曰く町で一軒しか無いドラッグストアなどもあり、後述する喫茶店もこの一角にある。ヒロや沙和々、フランドルなどがよく買い物に訪れている。
伊達男（ダンディ）
商店街の一角にある喫茶店。沙和々の行きつけの店でアニメでは商店街のやけにハイカラな街並みの一角にある。前述の「マスター」が経営している。アニメ版第1話の描写では窓側（道路側）がボックス席、反対側がカウンター席になっており、カウンター席にかなり旧式のチャンネル式の小型ブラウン管テレビが置かれている。アニメ版第24話「決闘王女」Bパートではリザや怜理、シャーウッドたちも訪れている。原作ではほとんど登場しないがアニメ版では毎回と言っていいほど登場する。
シャーウッド邸
シャーウッド一行が住む洋館。姫の屋敷の向かいの丘の頂上に建つ。姫の屋敷よりもやや小さい二階建ての瀟洒な建物。アニメ版「白黒王女」で初登場。以後も「年増王女」などで登場している。
湖
正式な名前は不明。原作・アニメ版の「交渉王女」の他、アニメ版「継承王女」及び「連結王女」でも登場する。避暑地の山の中にある湖で半魚人の一族が住んでおり、湖の真ん中に鳥居と石段と神社が立つ島がある。湖畔には姫の別荘が立っており、船着場にはアヒルの足漕ぎボートが係留されている他、水上バイク（原作の「交渉王女」ではヤマハのロゴが確認出来る）もある。
別荘
姫の所有する湖畔に立つ別荘。「交渉王女」及び「継承王女」で登場。湖に向かって突き出しており、建物の土台は数本の支柱で支えられている。半魚人の襲撃で支柱をへし折られ、湖に向かって滑落、湖に引きずりこまれて水没した。「継承王女」では半魚人の手で再建されたものの、半魚人の御殿風に魔改造されていた（姫は気に入らなかったらしく、仏頂面のまま室内に置かれた半魚人の置物をさりげなく窓から投げ捨てていた）。
笹鳴峠
原作・アニメ版「疾走王女」で登場する峠道。馬に乗ったデュラハンが夜な夜な走り回ってており、愛車のバイクに乗ったリザと競走していた。
モーテルSASANAKI
原作・アニメ版「密室王女」の舞台であるモーテル。笹鳴町の郊外にある。平屋建てのやや規模の大きいモーテルで、敷地の真ん中が駐車場になっている。原作では「アレ」が何者かの手（ツェペリの可能性が高い）で解き放たれたことで折からの台風から避難して来た宿泊客の内5人が犠牲になり、アニメ版でも意識不明の重態となった。
笹鳴動物園
パンダの劉劉が元々住んでいた動物園。原作・アニメ「白黒王女」で登場した。
赤錆村（あかさびむら）
原作・アニメ版「生贄王女」の舞台。特典ドラマCD「生贄の村」の解説によれば静岡県内の山間部に位置する。昭和40年に発生した連続大量殺人事件と折からのダム建設によって廃村となりダム湖の底に沈んだが、新月になると出現して迷い込んだ者に当時の事件を追体験させる。
村の入り口には半鐘が下がった物見櫓と小さな石橋があり、その先にある掲示板に原作では被害者の顔写真と尋ね人のポスター、アニメ版では顔写真と新聞の切り抜きが貼られている。またドラマCDでは自動車の修理工場や木造の学校の校舎も存在していることが述べられている。村そのものが呪われた村であり、無人のはずの民家に灯りが灯ったり、人影が写ったり話し声が聞こえるほか、屋内には住民のものと思われる家財道具や靴・食事などが残されており、昭和40年の日付の新聞や事件を報道するニュース番組がつきっぱなしの白黒テレビも残されている。村内では連続殺人犯の亡霊が生贄を求めて彷徨っており、迷い込むと村から出ることは出来ず、何度脱出を図っても必ず掲示板の前に戻ってしまう。その都度時間が数日間経過しており、掲示板の顔写真の上に赤いバツ印が描かれ、新聞記事と顔写真が増えていく。最後にはダムの放水が始まり、村が水没する。ヒロや姫が脱出した後には村は跡形も無くなっており、ダムとダム湖があるだけだった。
B市
原作・アニメ版「死霊王女」の舞台（ただしアニメ版では地名は不明）。原作ではG県の山間部に位置する小さな町。町外れの廃工場に姫の敵対者がいるという情報があったが、これはセブランが姫たちをおびき寄せるための罠だった。
ごく普通の町に見えたが姫たちが到着した時には家々に灯りが灯っており、駐車車両もあるにもかかわらずまるで人の気配がせず、不気味に鎮まりかえっていた。廃工場ではミカサがいた以外には死霊が数体繋がれており、程なく町中にセブランたちによって死霊が放たれてバイオハザードが発生、各所で火災も発生し、なす術も無く壊滅した。その後王族と厚生労働省を始めとする人間側の関係機関によって情報は隠蔽され、ニュースでは単なるウィルス感染被害として報じられた。なお市は消毒が行われた後封鎖され、居住不能になった模様。
B市のスーパー
B市にあるロードサイド店舗型のスーパーマーケット。同じく「死霊王女」にて姫たちが物資補給と充電切れを起こしたフランドルの充電のため籠城した店。漫画版では警備員を始めとする数人の生存者がいたがアニメ版では登場していない。各所で発生した火災の被害は免れており、物資も手付かずだったが程なく死霊化した住人に取り囲まれた。
笹鳴駅
町の中心駅。沙和々がヒロへの手紙に描いた地図によれば姫の屋敷へは北口が最寄りとなる。アニメ版「消耗王女」Aパートで描写された北口は赤い三角屋根のこじんまりとした駅舎だが原作「特急王女」では比較的大きな駅である。駅前はビル街になっている。

## 用語
怪物
作中に登場する異形の存在達の総称。姿や能力は共に多種多様で、「王国」と呼ばれる怪物の世界に暮らすものと、人間の世界で暮らすものとがいる。世界各地の神話・伝説や、近代のホラー映画・ホラー小説などに、その由来を見出せるものが多い。
王族
全ての怪物の頂点に君臨する種族。自らの血を死者に飲ませることで、自らを守る血の戦士（後述）を生み出す能力を持つ。成人前は外見も体力も人間とほとんど変わりなく、年齢に応じて成長・老化もする。身体能力も人間を大きく上回るものではない。成人後は光り輝く巨大な不死鳥となり、完全な不老不死の存在となるとされている。
成人になるにはすでに成人した王族の祝福を受ける必要があり、人間界のように一定の年齢に達することが成人の条件ではないとされている。その世代の王族が最後の一人になった時点で、その者が王位争いの勝者とみなされる。そのため、王族の掟に従い、ただ一つの王座を巡って兄弟姉妹間の殺し合いが行なわれている（物語開始時で既に死亡者も出ている）。しかしいつまでも決着がつかない場合は先祖である不死鳥の判断により、次世代の王族が生み出され、戦いは持ち越しとなるようである。
王族同士の戦いにおける掟も多数存在するようであり、軍隊を用いてはならない、自らが殺した者を自らの血の戦士にしてはならない（セブランはこの掟を破り、ミカサを殺害して彼女を血の戦士にしていた）、王者らしく戦うべきとの考えにより目立つ丘陵に居を構えるなどが作中で明かされているが、成人化に際しての条件は謎に包まれており、姫を含めた兄弟達さえも多くは知らない。
終盤、シルヴィアにより「不死鳥とは王族の統合体であり、存在するのは1体だけでそれが父母であり叔父であり先祖である」「王位争いを起こさせるのは、最も強い生き残りを生命エネルギーとして取り入れるため」「王位争いの勝者となった暁には、現在の王である不死鳥と存在をかけた戦いをしなければならない」などの見解が示されているが、作中でははっきりと明かされていない。
血の戦士
王族が死人に自らの血を飲ませる行為（契約）で生み出す、「半不死身」の生命体の総称。通常なら致命傷となるような外傷を受けても死ぬことがなく、多少の傷ならすぐに回復する。「破壊王女」においては、体の一部を切り落とされても繋げば元の戻る。更にキニスキーによると、首を落とされてもすぐ繋げば蘇生可能。また、契約した王族の危機に際しては無意識に身体能力が強化され、体が白色、瞳が金色（赤色となっている場面もある）に変化するのが特徴（アニメ版ではそう言った変化はなし）。ただし、原則では王族は自分で殺した者と契約を結んではならないという。
不死身である一方、数日に一度は王族の血を飲まないと効力が消えて死亡してしまうという弱点を持つ。また、一度血の効力が完全に切れてしまうと、蘇生は不可能。傷の大きさによって血の効力が切れるまでのタイムリミットが縮むらしい。また、王族の血は必ずしも最初の契約者のものである必要はなく、ヒロは姫の代わりにシャーウッドから血を与えられること、姫を襲った人狼の血の戦士は彼女の血を飲むことで補給を行っていた。存命している2人以上の王族の血を飲んだ場合、基本的に最初の契約者が優先されるが、「続・廃屋王女」などにおけるマドレーヌの描写より、最初の契約者が死亡した場合、次に血を飲ませた王族に血の戦士としての契約は移行する模様。
炎の戦士
何らかの理由で不死鳥の“浄火”の力を得た王族により、その炎の力を与えられた血の戦士が変化したもの（ギザイアは炎の戦士になる前に血の戦士にされていたかは不明）。血の戦士よりも屈強で回復力が非常に高く、胸に弾丸を二発受けても死なない。血の戦士は一度死んで蘇る際に一時的に行動不能に陥るが、炎の戦士にはその制約もない。炎を攻撃手段として発することも可能で、高温による攻撃にも耐性を持つ。傷の回復の際に高熱を発するため蒸気で視界が遮られるなど、戦いにおいては不利に働くこともある。また、生命維持に王族の血の補給も必要ないため、主たる王族のもとを離れても半永久的に生き続けることが出来る。「命の炎」として炎の力を他の血の戦士に引き渡すことも可能。
浄火
成人の王族である不死鳥が使用できる浄化の炎。人間界や王国の有事に王家が介入する際には、不死鳥によってこの力が行使されている。燃やすものの対象や範囲は問わず、特定の場所だけを一瞬にして痕跡一つ残さず消滅させることも可能。「体内から病原体のみを燃やす」「混成種に感染した人間を浄化する」など、対象を絞った使い方も出来る。エミール、姫、シルヴィアは魂だけの姿になることによりこの力が覚醒したほか、姫に教わった力としてフヒトも使用している場面もある。
血の騎士団
かつての姫の親衛隊。ヒロの先輩に当たる血の戦士達。姫の領土がセブランによって放たれた死霊によって侵され、姫の身に危険が迫った際、血の補給を絶たれる状態となることを承知で、姫をフランドルと共に逃がすために壁となり、最後まで忠義を尽くし守り抜きながら壊滅した。
王国
怪物の暮らす世界。具体的にどのような領域であるのかは明示されていないが、王国と人間界を隔てているのは「物理的な距離」ではないという（王国内を列車で移動するにもかかわらず笹鳴町を通過する必要があるなど、不可解な繋がり方をしている）。また、人間界と同じく月が見えるらしい。
人狼
いわゆる狼人間。主に狼の上半身と特に肥大化した前腕を持つ姿で現われるが、完全な人間の姿への変身も可能。強靭で素手の戦いを得意とし、高い聴力（人間の姿の耳と別に、頭頂部に狼然とした耳が生える）と嗅覚を持ち、満月の夜には最大の力を発揮する。生命力もかなりのものであり、リザの例を見るにかなりの重傷でも大量に食料を食べることですぐに回復するようである。弱点は銀の銃弾。同胞意識が強く家名を重んじ、戦いに生きる誇り高い種族であり、戦いにおける名誉の死こそが誇りであり血の戦士となることは一族の誇りに反すると考えている。腕を胸の前で十字に組んで自分の名を名乗った後、「偉大なる戦士○○（自分の親の名）の娘（または息子）」と続けるのが同族間での礼儀である。
吸血鬼とは天敵同士で、過去には種族間での殺し合いの歴史がある。リザと令裡もその例に漏れず犬猿の仲である。
人間との混血で生まれた者はハーフブリードと呼ばれ、狼の腕と耳しか発現させることはできないが、本人の鍛え方次第で純血の人狼の戦闘力をも上回ることが可能である様子。
敵に対しては徹底的に正面からの攻撃を好み、さほど計画は立てないという性質がある様子。「力で押し通すのみという戦法は賢明ではないものの、数さえ揃えばその頑強さゆえに大変な脅威となる」と令裡にも評価されていた。
吸血鬼
人間と変わらぬ容姿を持ち、血液を能力の媒介とする点で王族とも類似性があるが、根本的には異種族に当たる。夜の支配者とも呼ばれ、夜に純血の吸血鬼を斃すことは出来ないとされる。体の一部が切り落とされても血の戦士と同じようにくっつければ元の戻る（追放王女）。飛行能力や催眠術、吸血による下僕化、コウモリへの分裂や使役など様々な能力を持つ。その一方で弱点も多く、日光の下では貧血に似た症状に陥って酷く動きが鈍るほか、水も苦手としている（風呂程度なら問題は無いが、雨天での行動は苦手で、さらには沼・川・海など自然に流れる水を恐れ、自力では渡ることが出来ない）。また、家人に招かれたことのない家には入れないという特殊な制限も持つ。ホワイト・アッシュの杭で心臓を貫かれると多くの場合は死に至る。十字架やニンニクは嫌うが、直接的な弱点ではない。
血を吸われて吸血鬼化した者は「下層吸血鬼」とされ、能力面で純血の吸血鬼より大きく劣る。純血の吸血鬼の多くは、高い知性と優雅な物腰が特徴である。生き血を好み、特に王族の血は最上のものとして狙う者も多い。
吸血鬼を血の戦士とすることは可能だが、血を力の拠り代とする種族であるせいか王族の血による支配は効かないため、家来にする王族はほとんど存在しないとされている。ただし定期的に王族の血の補給を受けなければ死に至るという制約だけは同じである。
人造人間
人を模した姿の自律機械。作中での定義は明確ではないが、王国の高度なテクノロジーによって造られたアンドロイドと考えられる。基本的に自由というものは存在しないらしく、王族付きの個体以外は王国での労働に従事しているらしい。多くは外見的に人間と変わりない（ただし王室の男子に仕える者は怪物的風貌の持ち主が多い）が、皮膚の下は機械で構成されており、非常に頑丈かつ重い。強靱な膂力と己の主に忠実な思考を持つ。戦闘用で無くともサーチ能力等を備えている。王室付き仕様の個体は王族に危害を加えることができないよう作られており、自らの主が死ねば、運命を共にし自爆する。自爆は主の死で自動的に行われるのかどうかは不明だが、「姫は死んだ」と聞かされたフランドルが先走って自爆しようとしたりしたこともある。
フランドルをはじめとした王室付きの者達は「ふが」もしくは「フガ」としか喋らないが、全ての人造人間がそうであるわけではなく、シエルや博士の元にいた人造人間は普通に会話が可能。この「ふが語」を理解できるのはシュタイン博士と王室付きの人造人間、王族達に限られるようである。また、王室付きの人造人間は名前が「フラ - 」となっている。
テレビアニメ版では人造人間の頭に付いているネジが緩むと制御がきかなくなり、暴走するという設定がある。
半魚人
主に湖沼地帯に生息する一族で、人間世界に住み、王国から見放されし忘却の一族と姫の前で大見得を切るが、実は穏やかで人の良い、田舎語を話す種族。「交渉王女」で初登場し、一度は姫を拉致するが、堂々としたその態度に圧倒されて負けを認める。以来、「連結王女」でキニスキー公と対決するにあたって姫の軍隊として出動したりと、姫の協力者となる。
日本の主な湖沼地帯に万遍なくテリトリーを持つらしく、「秘境王女」においてシャーウッドが王家伝統のフィールドワークとして絶滅危惧怪物の調査に赴いた際に、屈斜路湖の現地の半魚人が登場し、怪物にしては世間ズレした対応をしつつ、協力をしたりもしている。屈斜路湖の怪獣「クッシー」を飼い慣らしている描写も見られた。バレバレであるが正体を隠し砂漠で生活するグループや、海底神殿の罠に囚われたまま世代を重ねているグループも登場している。
死霊
1体でも人里に放り込むと血液を媒介に無限連鎖で感染・増殖する。知性はない。王国では例え王であっても取り扱いは例外なく禁じられている。
神族
王国に帰依せぬ者達であり、王国とは互いに相互不干渉の立場を取っている一族。「学怪王女」「千年王女」で南久阿が登場した。
南久阿の弁によると、人間界に住み、かつては山野に在って祟り神のように人々に畏怖され祀られることで生贄を得て、その代償に人間を庇護していたそうだが、現在ではそのような慣習が失われてしまったため、闇に潜み、僅かな人を捕らえ捕食することで生命維持を行っているという。
数多くの特殊能力を持っている。南久阿は成人した王族同様、時間や空間を自在に扱える力を持つようであり、かつ人狼であるリザの超感覚・嗅覚でも気配や匂いを感知できないなど、一切の気配を消して潜伏することが可能なようである。しかし他の神族と呼ばれる者達も同様であるかどうかは定かではない。
人の魂を手段を選ばず食らって人間界に災いをもたらす存在は特に邪神族と呼ばれており、「湯煙王女」「夜桜王女」で狐の邪神、「続・学怪王女」で蛇の邪神が登場している。実力派の吸血鬼である令裡であっても、かなり危険な存在と言わしめるほどの脅威である。

## 単行本
1. 2006年1月23日発売[13] ISBN 978-4-06-373010-4
2. 2006年5月23日発売[13] ISBN 978-4-06-373025-8
3. 2006年12月22日発売[13] ISBN 978-4-06-373048-7
4. 2007年4月6日発売[13] ISBN 978-4-06-373068-5
5. 2007年8月23日発売[13] ISBN 978-4-06-373079-1
6. 2007年12月21日発売[13] ISBN 978-4-06-373096-8
7. 2008年5月23日発売[13] ISBN 978-4-06-373118-7
8. 2008年11月21日発売[13] ISBN 978-4-06-373143-9
9. 2009年5月22日発売[13] ISBN 978-4-06-373173-6
10. 2009年11月20日発売
  - 通常版[13]：ISBN 978-4-06-373194-1
  - 限定版[14]：ISBN 978-4-06-362153-2
11. 2010年2月3日発売[13] ISBN 978-4-06-376207-5
12. 2010年7月9日発売[13] ISBN 978-4-06-376223-5
13. 2010年12月9日発売
  - 通常版[13]：ISBN 978-4-06-376245-7
  - 限定版[13]：ISBN 978-4-06-358325-0
14. 2011年3月9日発売
  - 通常版[13]：ISBN 978-4-06-376258-7
  - 限定版[13]：ISBN 978-4-06-358342-7
15. 2011年6月9日発売[13] ISBN 978-4-06-376270-9
16. 2011年10月7日発売
  - 通常版[13]：ISBN 978-4-06-376299-0
  - 限定版[13]：ISBN 978-4-06-358356-4
17. 2012年2月9日発売[13] ISBN 978-4-06-376319-5
18. 2012年6月8日発売[14] ISBN 978-4-06-376345-4
19. 2012年11月9日発売[14] ISBN 978-4-06-376365-2
20. 2013年4月9日発売
  - 通常版[14]：ISBN 978-4-06-376391-1
  - 限定版[14]：ISBN 978-4-06-362248-5

怪物王女 ナイトメア
1. 2018年5月9日発売 ISBN 978-4-06-511460-5
2. 2018年8月9日発売 ISBN 978-4-06-512451-2
3. 2018年12月6日発売 ISBN 978-4-06-513917-2
4. 2019年4月9日発売 ISBN 978-4-06-515124-2
5. 2019年8月8日発売 ISBN 978-4-06-516476-1
6. 2020年5月8日発売 ISBN 978-4-06-519245-0
7. 2021年8月6日発売 ISBN 978-4-06-524401-2

地獄に道連れ! ケルベロッテちゃん
各単行本に描き下ろされた巻末特別付録（Bonus Track）。「『怪物王女』スピン・オフ（外伝）漫画」と題されている。本編とは異なるタッチのギャグ漫画。地獄の門番「ケルベロッテ」と彼女に仕えるケルベロスに似た怪物「クロブラック」の、現世に逃れた「神殺し47堕天使」との戦いを描いている。単純化された描線とコントラストの強い陰影表現が特徴で、ナンセンスなスラップスティック・コメディ的作風も含め、本編とはイメージが大きく異なる。劇中にはフランドル、城島親夫らが登場しているが、本編との正確な関連は不明。怪物王女完結に伴い『南Q阿伝』の単行本に移籍、『怪物王女ナイトメア』の単行本では「地獄に道連れ! ケルベロッテちゃんデイドリーム」として再開。
テレビアニメ版では、ヒロとリザがプレイするテレビゲームやフランドルらが観ているアニメの中に、ケルベロッテらがキャラクターとして登場している。
第7巻のBonus Track「第31.5話 万年王女」
実は1回のトライで脱出出来ておらず何回も繰り返し続けていたという仮定の話。本編の第31話の裏話ではない。
第16巻限定版のSecret Track「暗闇王女」
OADオリジナルストーリー「暗闇王女」を漫画化したもの。

## テレビアニメ
2007年春よりTBSほかにて深夜アニメとして放送。エンディングアニメーションの一部はホラー映画「悪魔のいけにえ」のパロディとなっている。

### キャスト
- 姫 - 川澄綾子
- ヒロ - 大浦冬華
- 紗和々 - 皆口裕子
- フランドル - 河原木志穂
- リザ - 甲斐田裕子
- 令裡 - 能登麻美子
- シャーウッド - 清水愛
- フランシスカ - 森永理科
- ツェペリ - 堀内賢雄
- エミール - 内田夕夜
- キザイア - 東地宏樹
- フランダース - 名村幸太郎
- セブラン - 平田広明

- ミカサ - 大原さやか
- 小淵沢 - 川本成
- 蛹田院長 / 蛹田方正 - 千田光男
- マスター、劉劉 - 加藤亮夫
- ポセイ・どん - 宗矢樹頼
- ワイルドマン / ロボ・ワイルドマン - 竹本英史
- 覆面男 - 室園丈裕
- シエル - 川島得愛
- アレク - 土田大
- カリム - 高塚正也
- サロメ - 間宮康弘
- ファラオ - 松本大
- 人魚とフランツにも台詞はあるが、ノンクレジット。

### テレビアニメ版オリジナルキャラクター
ヒロ子
声 - 吉田真弓
「猫舌王女」に登場。人猫族の少女。道で倒れていた所をヒロに助けられた。名前は紗和々によるもの。本来は善良な怪物だが、姫の兄の一人によって付けられた首輪で操られ、姫を殺そうとした。令裡の助言で真相を知ったヒロは、自らの命を賭してヒロ子の首輪を外して助ける。その後、自分の行いを恥じたヒロ子は、姫の屋敷を去った。
カエル忍者
「猫舌王女」に登場。忍者の格好をした人間大のカエルで、ヒロ子と同じく姫の兄の一人に操られている。シャーウッドを急襲するが、フランシスカに一蹴される。劇中では一切喋らないモブキャラ扱い。
吉田
声 - 遠近孝一
「訪問王女」に登場。小淵沢と村山と共に姫の屋敷を訪れる。「姫に痛めつけられたい」と妄想するマゾヒストのマッチョ系。最後にはお望み通りに踏まれたが、踏んだ姫の方はフランドルに「替えの靴を用意しろ」と言い放っており、心底嫌だった模様。
村山
声 - 花輪英司
「訪問王女」に登場。小淵沢と吉田と共に姫の屋敷を訪れる。根暗っぽい顔つきの男で、リザのような逞しい女性が好みのタイプ。
アロン
声 - 木村亜希子
「継承王女」に登場。殺し屋と名高いサメ族の女性。腕から飛び出すヒレ状の鎌刃が武器。格闘術に長け、その実力はリザを軽くあしらうほど。別れ際、リザの頬にキスをしたが、本人曰く人妻にしか興味がないらしい。リザの兄・ロボとは、王国の軍にいた頃からの知り合いだった。仕えている王族の命令で姫を殺そうとするが、リザとの一騎討ちで倒され、ロボの墓の前で彼から預かっていた認識票をリザに託し、息絶えた。
魔女
声 - 久川綾
「年増王女」に登場。「黒い森」に住んでいる魔女。青系の服を着た美女だが、他人に文句を言われると「お黙り」と連呼する。「王族の姫の精気を得ると永遠の若さを取り戻せる」という言い伝えを信じ、時空を超えてやってきた。餃子の臭いが苦手。持っていたコンパクト型魔鏡にシャーウッドを吸い込んだが、同時にヒロ、リザ、フランシスカ、劉劉も吸い込んだために魔鏡を壊してしまう。最後は姫に許され、紗和々が福引で引き当てた沢山の化粧水を持って帰っていった。
魔女の手下の怪物
声 - 間宮康弘
「年増王女」に登場。悪魔のような顔つきをした3匹の小鬼で、やたらと食い意地が張っている。ヒロが買ったタコ焼きを横取りして食べたり、魔女対策に持ってきた餃子を平らげたりした。
シガラ
声 - 中尾隆聖
「狩人王女」に登場。王国に住んでいるタヌキ族の男。「困っている人を見ると助けずにはいられない」という面を持つ。元の職業を失ったために、吸血鬼に懸けられた賞金を狙う賞金稼ぎとなって妻子を養おうと目論むが、姫を吸血鬼と間違えたり、ツェペリや令裡を襲うも返り討ちにされたりと散々な目に遭った挙句、最後はツェペリや令裡の策略で「ツェペリを倒した」と思い込み、喜び勇んで王国へ戻っていった。
ドラクル
声 - 大塚芳忠
「連結王女」と「追放王女」に登場。原作でのキニスキーの役割を担う吸血鬼。キニスキーと比べると遥かに紳士的な外見で、短髪の壮年男の姿をしている。ただ、シルヴィアには関わっておらず、セブランに唆されていた。「連結王女」においてキニスキー同様にヒロを拉致し、令裡を吸血鬼社会から追放するも、「追放王女」において姫・ヒロ・リザ・令裡の連携攻撃で深手を負い、居城へ命からがら戻ってセブランに助けを請うものの、用済みとばかりにトドメを刺されて絶命した。
裁判長
声 - 浪川大輔
「決闘王女」に登場。原作での裁判官とは外見が異なり、大きな緑の帽子を被った男の姿をしている。怪物裁判の法廷ではやる気のない姿勢を見せていたものの、姫からの決闘の提案を受け入れた。セブランと姫との決闘の結末を見届けた後、本来の自身の姿に戻り、立ち去った。

### 原作との相違点
原作とは設定が変更されている点が多く存在する。その要因の一つとして、TBSの表現規制の厳しさが掲げられる。アニメ化においては、原作とは違った独自の世界が原作者公認の上で築かれており、細部に渡ってTVアニメーション向けの変更が加えられた事が確認できる。
血の戦士の設定
王族が戦士に与えるものが血液から「命の炎」なる発光体へ変更され、作中では「王族の戦士」「不死身の戦士」と呼ばれるようになった。能力強化の際にも、目や体毛の変化などが無い。なお、命の炎については原作者が立てた代案である。
令裡のパンチラなど男性ファン向けの扇情的な描写
令裡のパンチラについては、構図やスカートの靡きを変更することにより、全て削除された。結果的に、元から肌の露出度の高いリザが令裡の代わりを担っている。
ヒロなどの各キャラクター達の出血描写を含む「血液」に関する規制
「血」にまつわる表現・エピソードのほぼ全てが削除。残存したのは、第1話において事故死したヒロの背部に付着している大量の血痕くらいである。
一般人や動物の死亡エピソードなど「死」にかかわる部分の削除
第1話におけるヒロの事故死のみとなり、パンダの劉劉や第8話のモーテルの客は死亡せず、他にも原作において「死」を連想させる展開やエピソードは割愛・変更されている。

残酷描写の変更
いくつかが削除・変更されている。

脇役のセミレギュラー化
ポセイ・どん、喫茶店のマスターなど、1話限りの登場だった者達がそれぞれの登場話以降でも再登場する。
一部サブタイトルの改題
原作第14話の「洋上王女」が、テレビアニメ第19話では「海洋王女」に変更されている。なお、この回はストーリー面での大きな変更はない。
主要キャラクターの性格描写の変更とサブキャラクターに関するエピソードの追加
微妙に異なる性格に変更された主要キャラクターが少なくない。また、原作では姫中心に進行していくストーリーを、サブキャラにスポットを当てたストーリー展開へと変更する試みがなされたり、ギャグシーンの追加が行われた。
ツェペリの扱い
原作の範囲では登場頻度はまだ少なかったが、テレビアニメ版では怪事件の黒幕として暗躍する。
キニスキーやシルヴィアの扱い
キニスキー一派との決着がテレビアニメ化時点で未消化だったため、テレビアニメ版では「連結王女」の回でもキニスキー達は登場しない。代わってテレビアニメ版オリジナルキャラクターのドラクル公が、キニスキーの役割を担っている。
オリジナルキャラクター及びオリジナルストーリーの追加及び基本設定の整理
原作に登場しないキャラクターやストーリーが設定されており、かつ、原作でシークレットとされている設定のいくつかが整理され、明確化されている。

### スタッフ
- 監督 - 迫井政行
- シリーズ構成 - ふでやすかずゆき
- キャラクターデザイン、総作画監督 - 黒田和也
- 小物デザイン - 小堺能夫、Lee Si Min
- 美術監督 - 岡本有香
- 色彩設計 - 上村修司
- 撮影監督 - 松井伸哉
- 編集 - 南宗炫
- 音響監督 - 高桑一
- 音楽 - 片倉三起也 (ALI PROJECT)
- アニメーションプロデューサー - 酒井俊治
- プロデューサー - 田中潤一朗、佐藤誠、堀謙太郎、金井孝幸、金庭こず恵、二方由紀子、櫻井優香
- アニメーション制作協力 - IMAGIN
- アニメーション制作 - マッドハウス
- 製作協力 - ユニバーサル・ピクチャーズ・ジャパン、講談社、インデックス・ホールディングス、マッドハウス、ムービック、ランティス
- 製作 - 怪物王女製作委員会、TBS

### 主題歌
オープニングテーマ「BLOOD QUEEN」
作詞 - 畑亜貴 / 作曲 - 黒須克彦 / 編曲 - 鈴木マサキ / 歌 - 美郷あき
エンディングテーマ「跪いて足をお嘗め」
作詞 - 宝野アリカ / 作曲・編曲 - 片倉三起也 / 歌 - ALI PROJECT
挿入歌
「王的血族」（第14話）
作詞 - 宝野アリカ / 作曲・編曲 - 片倉三起也 / 歌 - ALI PROJECT
「逢魔ケ恋」（第19話）
作詞 - 宝野アリカ / 作曲・編曲 - 片倉三起也 / 歌 - ALI PROJECT
「原罪のAperitif」（不良王女）
作詞 - 畑亜貴 / 作曲・編曲 - 橋本由香利 / 歌 - 川澄綾子

### 各話リスト
一部地域においては番外編の不良王女は放送されなかった。
| 話数   | サブタイトル | 脚本             | 絵コンテ       | 演出              | 作画監督                    |
| ------ | ------------ | ---------------- | -------------- | ----------------- | --------------------------- |
| 1      | 蘇生王女     | 小林靖子         | 迫井政行       | 迫井政行          | 小堺能夫 Kaung Baek Min     |
| 2      | 破壊王女     | 高屋敷英夫       | いわもとやすお | しのだよしの      | 奈良岡光                    |
| 3      | 暴走王女     | 博多正寿         | 森田浩光       | 川尻祥大          | Um Sang Yong                |
| 4      | 交渉王女     | ふでやすかずゆき | 高橋丈夫       | 高木秀文          | Lee Sang Hee                |
| 5      | 血統王女     | 博多正寿         | 中山正恵       | 横山広実 岩本美香 | 大塚美登理                  |
| 6      | 同盟王女     | ふでやすかずゆき | しのだよしの   | しのだよしの      | 奈良岡光                    |
| 7      | 電撃王女     | 博多正寿         | 横山広実       | 川尻祥大          | Im Seung Bong               |
| 8      | 密室王女     | 江夏由結         | 高橋丈夫       | 高木秀文          | 小堺能夫 Kyung Baek Min     |
| 9      | 白黒王女     | ふでやすかずゆき | 中山正恵       | 小野田雄亮        | 大塚美登理                  |
| 10     | 追憶王女     | 水上清資         | いわもとやすお | しのだよしの      | 奈良岡光                    |
| 11     | 猫舌王女     | ふでやすかずゆき | 藤澤俊幸       | 横山広実 岩本美香 | Joo Ok Yoon                 |
| 12     | 消耗王女     | 高屋敷英夫       | きみやしげる   | 浅見松雄          | Im Seung Bong               |
| 13     | 生贄王女     | 江夏由結         | 高橋丈夫       | 川尻祥大          | 大塚美登理                  |
| 14     | 疾走王女     | ふでやすかずゆき | いわもとやすお | しのだよしの      | 奈良岡光                    |
| 15     | 訪問王女     | 江夏由結         | 藤澤俊幸       | 高木秀文          | Joo Ok Yoon                 |
| 16     | 継承王女     | ふでやすかずゆき | 玉井公子       | 中村近世          | 高澤美佳 Kyung Baek Min     |
| 17     | 年増王女     | 高屋敷英夫       | 藤澤俊幸       | 横山広実 岩本美香 | Im Seung Bong               |
| 18     | 狩人王女     | ふでやすかずゆき | いわもとやすお | しのだよしの      | 奈良岡光                    |
| 19     | 海洋王女     | ふでやすかずゆき | 福富博         | 古谷田順久        | 大塚美登理                  |
| 20     | 連結王女     | ふでやすかずゆき | 中山正恵       | 高木秀文          | Joo Ok Yoon                 |
| 21     | 追放王女     | ふでやすかずゆき | きみやしげる   | 臼井文明          | Kim You Chun Seo Soon Young |
| 22     | 殺戮王女     | ふでやすかずゆき | いわもとやすお | しのだよしの      | 奈良岡光                    |
| 23     | 死霊王女     | ふでやすかずゆき | 中山正恵       | 鹿島典夫          | Joo Ok Yoon                 |
| 24     | 決闘王女     | ふでやすかずゆき | 迫井政行       | 迫井政行          | 小堺能夫                    |
| 25     | 不良王女     | 江夏由結         | 藤澤俊幸       | 横山広実          | 大塚美登理                  |
| 番外編 | 昏睡王女     | ふでやすかずゆき | いわもとやすお | しのだよしの      | 奈良岡光                    |

### 放送局
| 放送地域   | 放送局       | 放送期間                 | 放送日時           | 放送系列 | 備考   |
| ---------- | ------------ | ------------------------ | ------------------ | -------- | ------ |
| 関東広域圏 | 東京放送     | 2007年4月12日 - 9月27日  | 木曜 25:55 - 26:25 | TBS系列  | 製作局 |
| 中京広域圏 | 中部日本放送 | 2007年4月25日 - 10月3日  | 水曜 26:45 - 27:15 | TBS系列  |        |
| 京都府     | KBS京都      | 2007年4月26日 - 10月4日  | 木曜 25:30 - 26:00 | 独立局   |        |
| 日本全域   | BS-i         | 2007年4月26日 - 10月11日 | 木曜 25:00 - 25:30 | BS放送   |        |

### DVD
初回生産限定版と通常版がそれぞれ全9巻ずつ発売された。各巻3話ずつ（1巻のみ2話）収録。レンタル向けバージョンもデリバリーされている。
- 怪物王女 vol. 1 （2007年10月11日発売）
- 怪物王女 vol. 2 （2007年11月8日発売）
- 怪物王女 vol. 3 （2007年11月8日発売）
- 怪物王女 vol. 4 （2007年12月13日発売）
- 怪物王女 vol. 5 （2007年12月13日発売）
- 怪物王女 vol. 6 （2008年1月12日発売）
- 怪物王女 vol. 7 （2008年1月12日発売）
- 怪物王女 vol. 8 （2008年2月14日発売）
- 怪物王女 vol. 9 （2008年2月14日発売）

### CD
OP、EDについては主題歌の節参照。ドラマCDについては後述。
- 原罪のAperitif（2007年8月22日発売）
- 怪物王女 オリジナル・サウンドトラック Sympathy for the Belonephobia（2007年10月3日発売）

## ドラマCD
放浪王女（ほうろうおうじょ）
2007年8月8日にランティスより発売。テレビアニメ版では表現できなかった流血などの過激な描写が盛り込まれている。
キャスト
- 姫 - 川澄綾子
- 令裡 - 能登麻美子
- 紗和々 - 皆口裕子
- リザ - 甲斐田裕子
- ヒロ - 大浦冬華
- シャーウッド - 清水愛
- フランシスカ - 森永理科
- フランドル - 河原木志穂
- マスター、劉劉 - 加藤亮夫

ドラマCDオリジナルキャラクター
モ・グラ
声 - 岩田光央
旅行代理店「地底ツーリスト」を経営しているモグラ族の男。50万匹のモグラを動員して地下トンネルに鉄道を敷設し、地底鉄道「モグラー号」で旅行客を観光地に案内している。姫一行を無料でツアーに招待し、隙を見て姫の殺害を狙うも失敗するが、王族が利用したことを謳い文句に掲げ、ツアー客を集めることには成功した。モグラゆえ、明るい所ではサングラスを着用している。

廃屋王女（はいおくおうじょ）
2009年11月発売の単行本第10巻限定版に付属する。内容は10巻収録の「廃屋王女」（声優によるドラマ）と、4巻収録の「生贄王女」を再構築した「生贄の村』（稲川淳二による語り）。
「廃屋王女」キャスト
- 姫 - 川澄綾子
- ヒロ - 大浦冬華
- フランドル - 河原木志穂
- リザ - 甲斐田裕子
- 令裡 - 能登麻美子
- 紗和々 - 皆口裕子
- 敵 - 大橋隆昌

## オリジナルアニメーションDVD
講談社限定版企画として制作されたOAD。それぞれの単行本の限定版に付属する。キャスト・スタッフはテレビアニメ版から一新されている。テレビアニメ版にはなかった残虐な描写や令裡のパンチラ描写が取り入れられている。
第1弾「暗闇王女」は2010年12月9日発売の単行本第13巻に付属。内容は原作者書き下ろしのエピソードで、冒頭では原作第1話のヒロが姫の血によって生き返るところからロボ・ワイルドマンとの対決が描かれている。映像特典としてタツノコプロ内輪ネタ的番外編「地獄に道連れ!ケルベロッテちゃん♡」（『ナースウィッチ小麦ちゃんマジカルて』同様パロディを満載）が収録。
第2弾「特急王女」は2011年3月9日発売の単行本第14巻に付属。内容は原作の「特急王女」「超特急王女」「決戦王女」となっている。映像特典「地獄に道連れ!ケルベロッテちゃん♡ 銀河鉄道編」を同時収録。
第3弾「孤島王女」は2011年10月7日発売の単行本第16巻に付属。ストーリーは原作者書き下ろし。こちらの単行本には、『シリウス』2011年4月号に掲載されたが単行本への収録予定はなかった漫画版「暗闇王女」が収録されている。DVDには本編映像のほか、『シリウス』表紙イラストやカラー扉などのイラストを収録したカラーイラストギャラリー、原作者の光永と監督の川口によるオーディオコメンタリー、「地獄に道連れ!ケルベロッテちゃん♡」を収録している。

### キャスト (OAD)
- 暗闇王女
  - 姫 - 早見沙織
  - ヒロ - 入野自由
  - フランドル - 井口裕香
  - リザ - 喜多村英梨
  - 令裡 - 豊崎愛生
  - 紗和々 - 茅野愛衣
  - トゥルーダークウォーカー（ボス） - 武虎
  - ロボ・ワイルドマン - 酒巻光宏
  - トゥルーダークウォーカー - 堂坂晃三
  - 女生徒 - 牧口真幸
- ケルベロッテちゃん
  - ケルベロッテちゃん - 茅野愛衣
  - クロブラック - 井口裕香
  - 堕天使 - 武虎

- 特急王女
  - 姫 - 早見沙織
  - ヒロ - 入野自由
  - フランドル、フラテリス、フランダースG - 井口裕香
  - リザ - 喜多村英梨
  - 令裡 - 豊崎愛生
  - エミール - 石田彰
  - キザイア - 中村悠一
  - スレッジ - 日野聡
  - ブッチー - 岡本寛志
  - 車掌 - 矢部雅史
  - 人魚 - 茅野愛衣
  - ギリアム - 中田譲治
- ケルベロッテちゃん 銀河鉄道編
  - ケルベロッテちゃん - 茅野愛衣
  - クロブラック - 井口裕香
  - 堕天使 - 武虎
  - 車掌 - 矢部雅史
  - エミール - 石田彰
  - スレッジ - 日野聡
  - 機関車 - 岡本寛志

- 孤島王女
  - 姫 - 早見沙織
  - ヒロ - 入野自由
  - フランドル、フランダース、フラテリス、フランセット、フランシスカ - 井口裕香
  - リザ - 喜多村英梨
  - 令裡 - 豊崎愛生
  - 紗和々 - 茅野愛衣
  - シルヴィア - 井上喜久子
  - ギリアム - 中田譲治
  - エミール - 石田彰
  - シャーウッド - 竹達彩奈
  - キザイア - 中村悠一
  - スレッジ - 日野聡
  - 南久阿 - 今野宏美
  - 小淵沢望 - 岡本寛志
  - 劉劉 - 武虎
  - ホテルマン - 矢部雅史
- ケルベロッテちゃん
  - ケルベロッテちゃん - 茅野愛衣
  - クロブラック - 井口裕香
  - 堕天使 - 武虎

### スタッフ (OAD)
- 原作 - 光永康則（講談社「月刊少年シリウス」連載）
- 監督・音響監督 - 川口敬一郎
- キャラクターデザイン - 貞方希久子
- クリーチャー&メカデザイン - さとうけいいち
- 美術監督 - 椋本豊
- 色彩設計 - 永井留美子
- 撮影監督 - 入部章
- 編集 - 奥田浩史
- 音楽 - 田光マコト
- プロデューサー - 立石謙介、山口崇、梅津理一郎
- アニメーション制作 - タツノコプロ
- 製作 - 講談社

### 各話リスト (OAD)
| 巻数   | サブタイトル                                | 脚本   | 絵コンテ   | 演出     | 作画監督   |
| ------ | ------------------------------------------- | ------ | ---------- | -------- | ---------- |
| 第13巻 | 暗闇王女                                    | -      | 川口敬一郎 | 吉原達矢 | 貞方希久子 |
| 第13巻 | 地獄に道連れ!ケルベロッテちゃん♡            | 石川学 | 川口敬一郎 | 吉原達矢 | 吉原達矢   |
| 第14巻 | 特急王女                                    | 石川学 | 川口敬一郎 | 吉原達矢 | 貞方希久子 |
| 第14巻 | 地獄に道連れ!ケルベロッテちゃん♡ 銀河鉄道編 | -      | 吉原達矢   | 吉原達矢 | 吉原達矢   |
| 第16巻 | 孤島王女                                    | -      | 吉原達矢   | 吉原達矢 | 貞方希久子 |
| 第16巻 | 地獄に道連れ!ケルベロッテちゃん♡            | -      | 吉原達矢   | 吉原達矢 | 吉原達矢   |

## 関連書籍
怪物王女 OFFICIAL FANBOOK（2007年8月23日発売）ISBN 978-4-06-372334-2
- 作者：光永康則（原作）/ 月刊少年シリウス編集部（編集）
- 出版社：講談社
- レーベル：KCデラックス

本作品に登場する怪物や武器などの原型が解説されている。また、本作を楽しむための勧めとして、さまざまなホラー映画が紹介されている。